# Trégastel
Trégastel [tχegastɛl] est une  commune française située dans le département des Côtes-d'Armor, en région Bretagne. Station balnéaire de la côte de granit rose, Trégastel compte environ 2 400 habitants. La population est multipliée par cinq en saison estivale. Un logement sur deux est une résidence secondaire.

## Géographie

### Localisation
Trégastel est située entre Perros-Guirec et Pleumeur-Bodou sur la Côte de granit rose à 70 km de la préfecture Saint-Brieuc et 11 km de Lannion la sous-préfecture.
La côte, où alternent rochers de granite rose, douze plages de sable fin aux orientations diverses et chapelets d’îlots pittoresques, s’allonge sur 17 kilomètres.

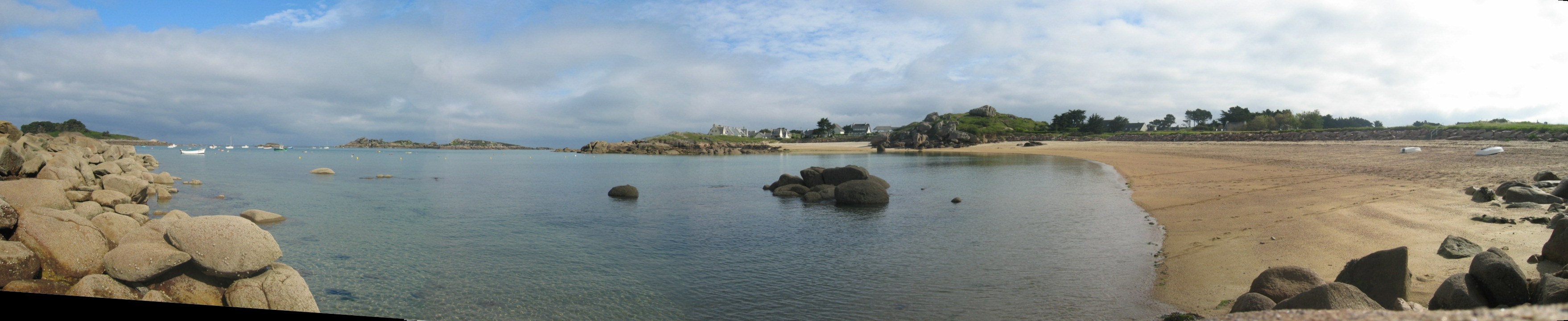
Vue depuis une des plages de Trégastel, Toul-Bihan, et au fond, la petite « grève des curés ».

### Cadre géologique

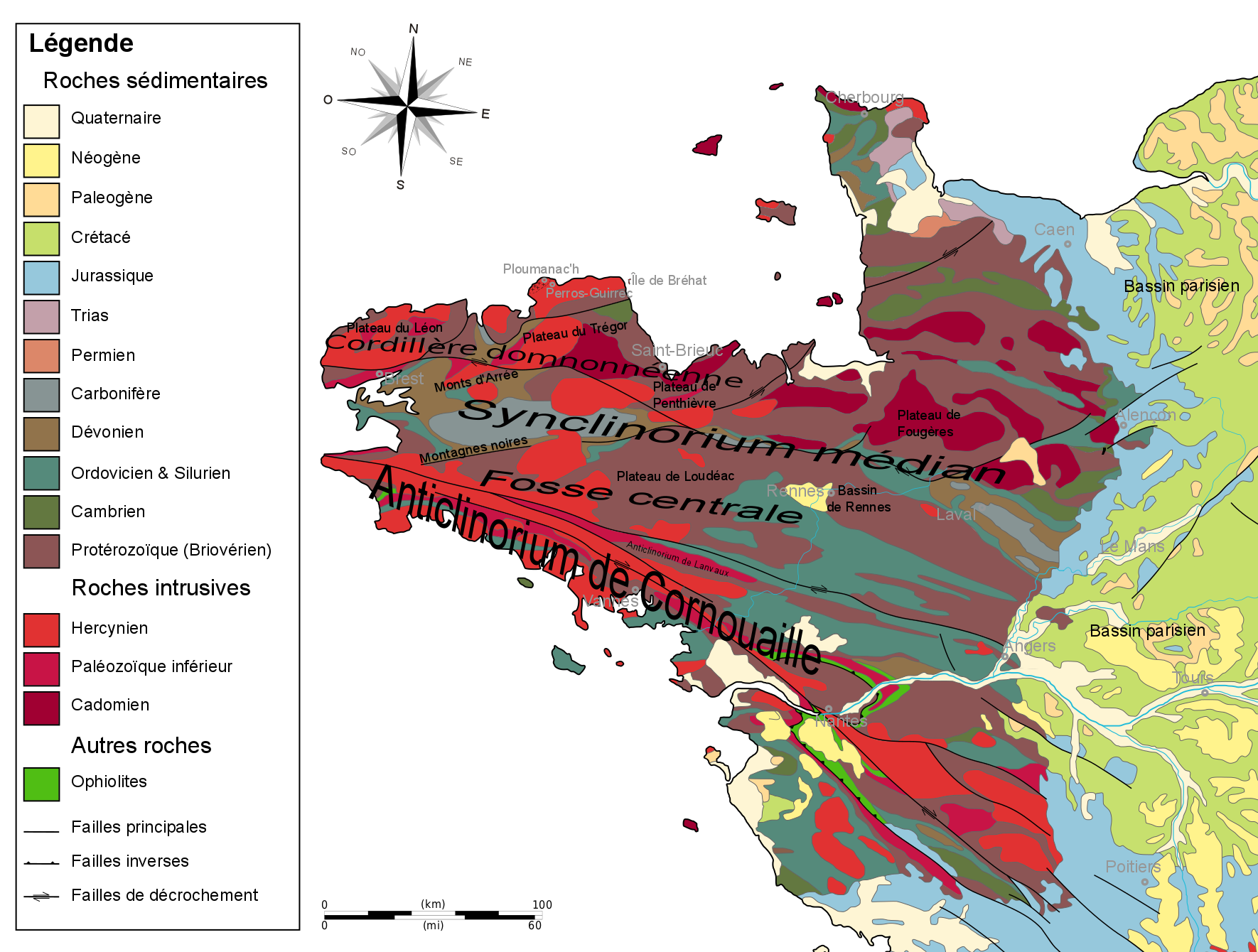
Carte géologique.

Sur la Côte de granit rose, des formations sédimentaires et volcano-sédimentaires plus ou moins métamorphiques du briovérien sont recoupées par l'immense batholite granitique intrusif cadomien de Bréhat-Perros-Guirec. À l'ouest, s'est mis en place le massif granitique de Ploumanac'h, de dimension modeste (ellipse de 12,4 × 7,7 km en prenant en compte le plongement progressif en mer d'une plate-forme à écueils). Ce massif trégorrois montre une remarquable disposition des différents ensembles lithologiques en trois auréoles concentriques. Constituées de l’intrusion successive de trois corps magmatiques elles réalisent ce que l’on nomme un « complexe centré ». Ce massif granitique est accessible dans toutes ses composantes grâce au découpage du rivage, à l'importance de l'estran et au nombre d'îlots granitiques proches de la côte. La variété pétrographique et structurale (foliation, enclaves) des roches magmatiques constitue ainsi un véritable musée à ciel ouvert pour les géologues amateurs et professionnels.

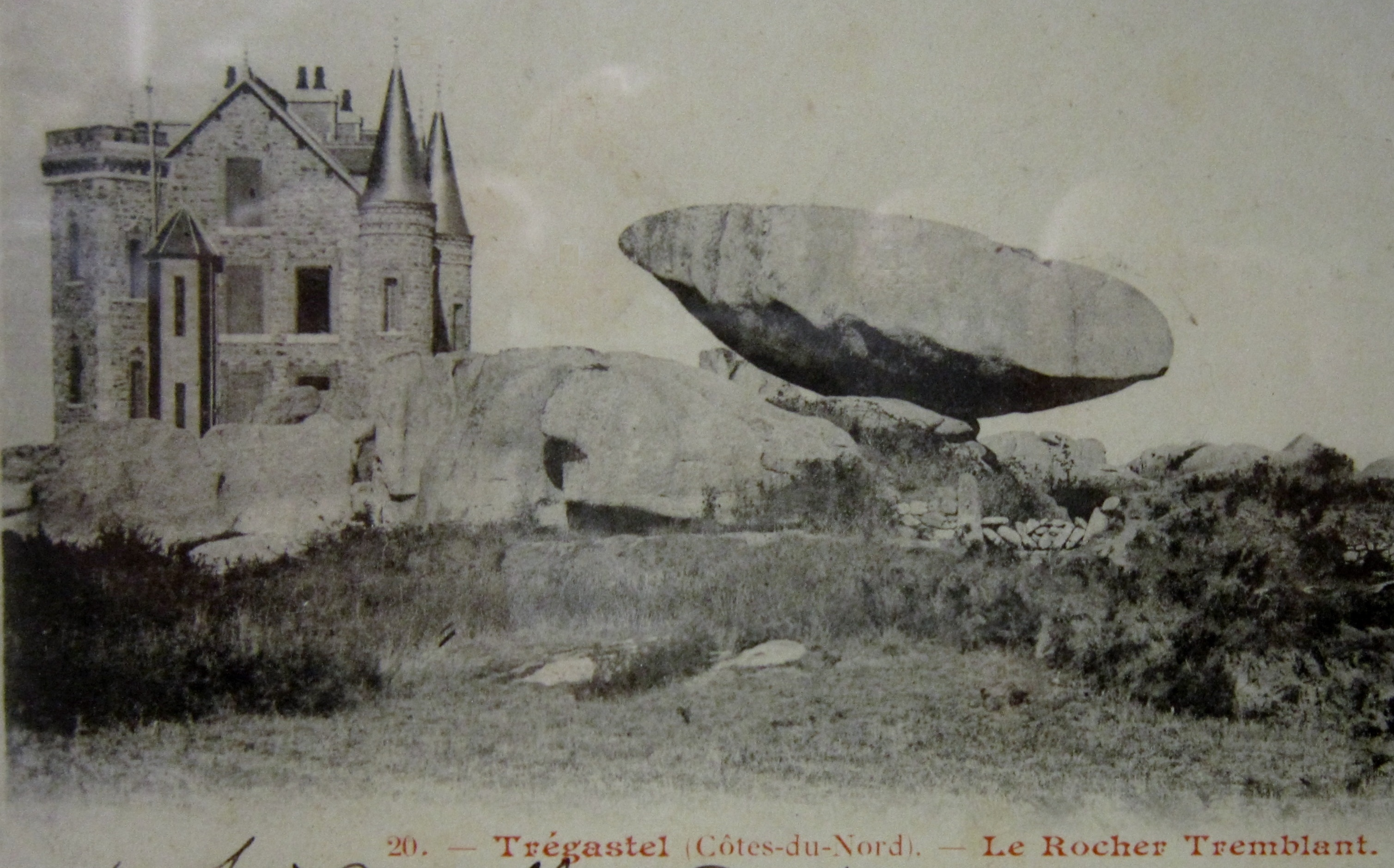
Trégastel : le Rocher tremblant (carte postale, vers 1920).

L'estran présente des chaos granitiques constitués de la « monzogranite des Traouiéros » et du granite rose à gros grain de type la Clarté. Sculptés par les agents météoriques selon des systèmes de diaclases subhorizontaux et subverticaux, ces chaos donnent des reliefs qui surprennent par leurs arrangements défiant les lois de l'équilibre et leurs formes, et qui ont fécondé l'imaginaire populaire, d'où leurs microtoponymes locaux : tire-bouchon, couronne du roi Gradlon au niveau de la Grève Blanche.
Au Nord de la grève Rose, et à l'Ouest de la grève Blanche, un cisaillement se traduit par un filon de granodiorite écrasée qui recoupe un filon plus ancien de diorite quartzique indemne de toute déformation.
Les rubans sombres sur les granites de la plage de Tourony évoquent des schlieren mais sont à rattacher à des cumulats magmatiques. Ils traduisent des écoulements plus ou moins visqueux de minéraux ferromagnésiens noirs (principalement de la biotite et accessoirement de l'amphibole) en fusion à l'intérieur du réservoir magmatique, juste avant que cette matière ne se fige définitivement au cours de son refroidissement.
Au niveau de l'anse de Sainte-Anne, affleurent des roches basiques, de composition gabbroïque à noritique à deux pyroxènes, qui présentent des textures d'altération profonde en boules (faisant penser à tort à des pillow lavas) et d'altération superficielle en pelure d’oignon. En se rapprochant de ce massif, on observe des gabbros ocellaires (ocelles de quartz) puis des roches hybrides (granodiorites, roches hybrides entre gabbros et granites) résultant de la mise en place de deux magmas, acide (donnant le granite porphyroïde) et basique (donnant le gabbro) caractérisés par leur immiscibilité, faisant ainsi une sorte d'émulsion. Le plus beau contact est situé au N.-W. de l'anse : de grosses boules de gabbro et de roches sombres hybrides sont séparées par de minces cloisons claires à gros microclines mantelés d'oligoclase (texture « rapakivi »).

### Hydrographie
Pour un article plus général, voir Réseau hydrographique des Côtes-d'Armor.
La commune est située dans le bassin Loire-Bretagne. Elle n'est drainée par aucun cours d'eau,.

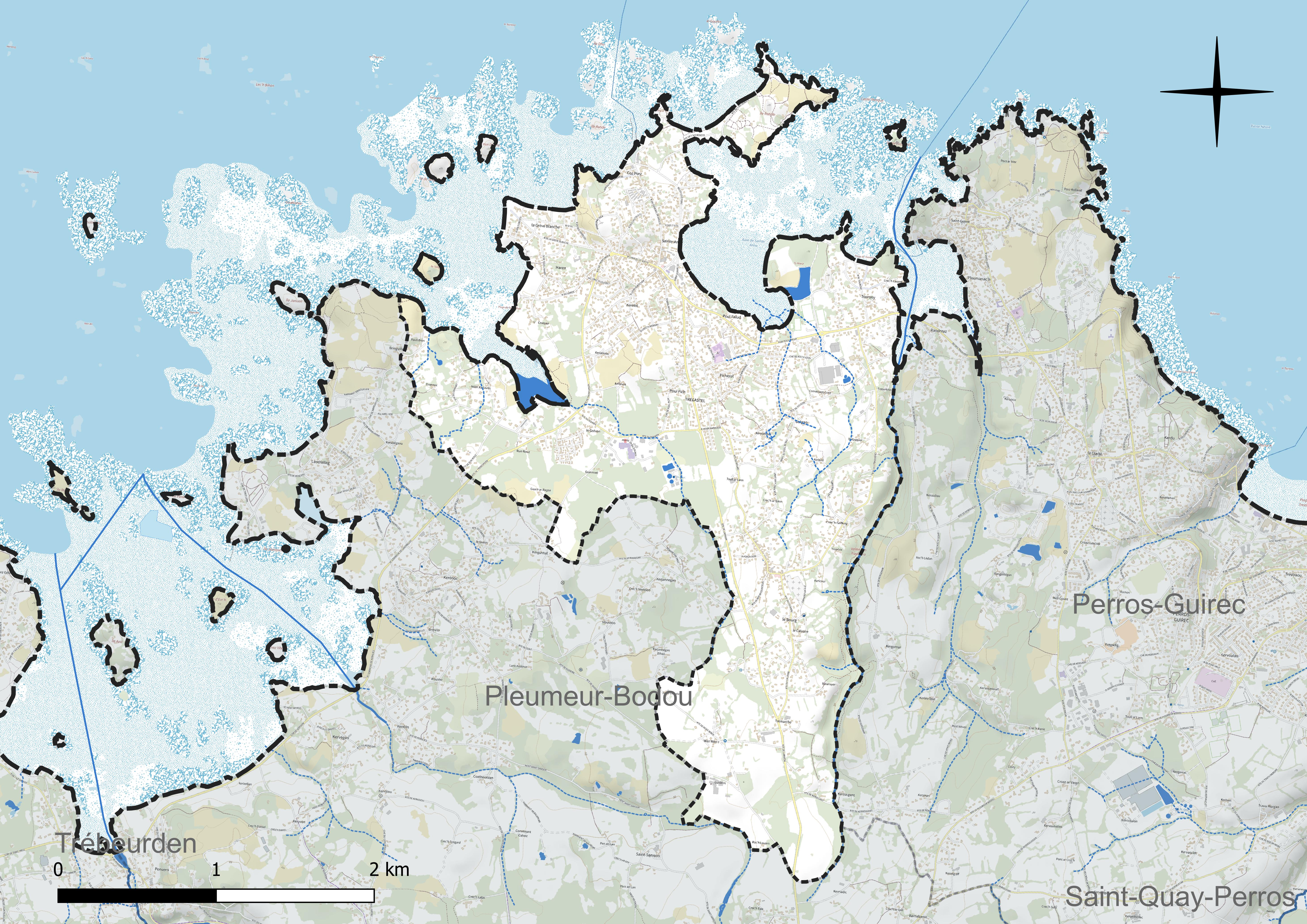
Réseau hydrographique de Trégastel.

### Climat
Pour des articles plus généraux, voir Climat de la Bretagne et Climat des Côtes-d'Armor.
En 2010, le climat de la commune est de type climat océanique franc, selon une étude du CNRS s'appuyant sur une série de données couvrant la période 1971-2000. En 2020, Météo-France publie une typologie des climats de la France métropolitaine dans laquelle la commune est exposée à un climat océanique et est dans la région climatique Finistère nord, caractérisée par une pluviométrie élevée, des températures douces en hiver (6 °C), fraîches en été et des vents forts. Parallèlement l'observatoire de l'environnement en Bretagne publie en 2020 un zonage climatique de la région Bretagne, s'appuyant sur des données de Météo-France de 2009. La commune est, selon ce zonage, dans la zone « Littoral », exposée à un climat venté, avec des étés frais mais doux en hiver et des pluies moyennes.
Pour la période 1971-2000, la température annuelle moyenne est de 11,1 °C, avec  une amplitude thermique annuelle de 9,9 °C. Le cumul annuel moyen de précipitations est de 875 mm, avec 15 jours de précipitations en janvier et 7,6 jours en juillet. Pour la période 1991-2020, la température moyenne annuelle observée sur la station météorologique la plus proche, située sur la commune de Perros-Guirec à 5 km à vol d'oiseau, est de 12,3 °C et le cumul annuel moyen de précipitations est de 855,1 mm,. Pour l'avenir, les paramètres climatiques de la commune estimés pour 2050 selon différents scénarios d’émission de gaz à effet de serre sont consultables sur un site dédié publié par Météo-France en novembre 2022.

### Voies de communication et transports
La commune est desservie par la RD 11 en venant de Lannion et par la RD 788 en venant de Pleumeur-Bodou ou de Perros-Guirec.
La ville est accessible grâce aux bus du réseau TILT - par la ligne E, « Lannion - Perros-Guirec - Trégastel ».
L'aéroport de Lannion-Côte de granit est à 7 km, la gare de Lannion est elle, à 11 km.
Le GR 34 suit le littoral de la commune, empruntant en grande partie l'ancien chemin de douaniers.

### Communes limitrophes
| Manche | Manche         | PLOUMANAC'H                    |
| Manche | Trégastel      | LA CLARTÉ                      |
|        | PLEUMEUR-BODOU | PERROS-GUIREC (St-Quay-Perros) |

## Urbanisme

### Typologie
Au 1er janvier 2024, Trégastel est catégorisée petite ville, selon la nouvelle grille communale de densité à 7 niveaux définie par l'Insee en 2022.
Elle appartient à l'unité urbaine de Lannion, une agglomération intra-départementale dont elle est une commune de la banlieue,. Par ailleurs la commune fait partie de l'aire d'attraction de Lannion, dont elle est une commune du pôle principal. Cette aire, qui regroupe 40 communes, est catégorisée dans les aires de 50 000 à moins de 200 000 habitants,.
La commune, bordée par la Manche, est également une commune littorale au sens de la loi du 3 janvier 1986, dite loi littoral. Des dispositions spécifiques d’urbanisme s’y appliquent dès lors afin de préserver les espaces naturels, les sites, les paysages et l’équilibre écologique du littoral, tel le principe d'inconstructibilité, en dehors des espaces urbanisés, sur la bande littorale des 100 mètres, ou plus si le plan local d’urbanisme le prévoit.

### Occupation des sols
L'occupation des sols de la commune, telle qu'elle ressort de la base de données européenne d’occupation biophysique des sols Corine Land Cover (CLC), est marquée par l'importance des territoires artificialisés (60,4 % en 2018), en augmentation par rapport à 1990 (51,9 %). La répartition détaillée en 2018 est la suivante : 
zones urbanisées (59,9 %), zones agricoles hétérogènes (24,3 %), forêts (9 %), terres arables (3,3 %), zones humides côtières (2,3 %), milieux à végétation arbustive et/ou herbacée (0,8 %), espaces verts artificialisés, non agricoles (0,5 %). L'évolution de l’occupation des sols de la commune et de ses infrastructures peut être observée sur les différentes représentations cartographiques du territoire : la carte de Cassini (XVIIIe siècle), la carte d'état-major (1820-1866) et les cartes ou photos aériennes de l'IGN pour la période actuelle (1950 à aujourd'hui).

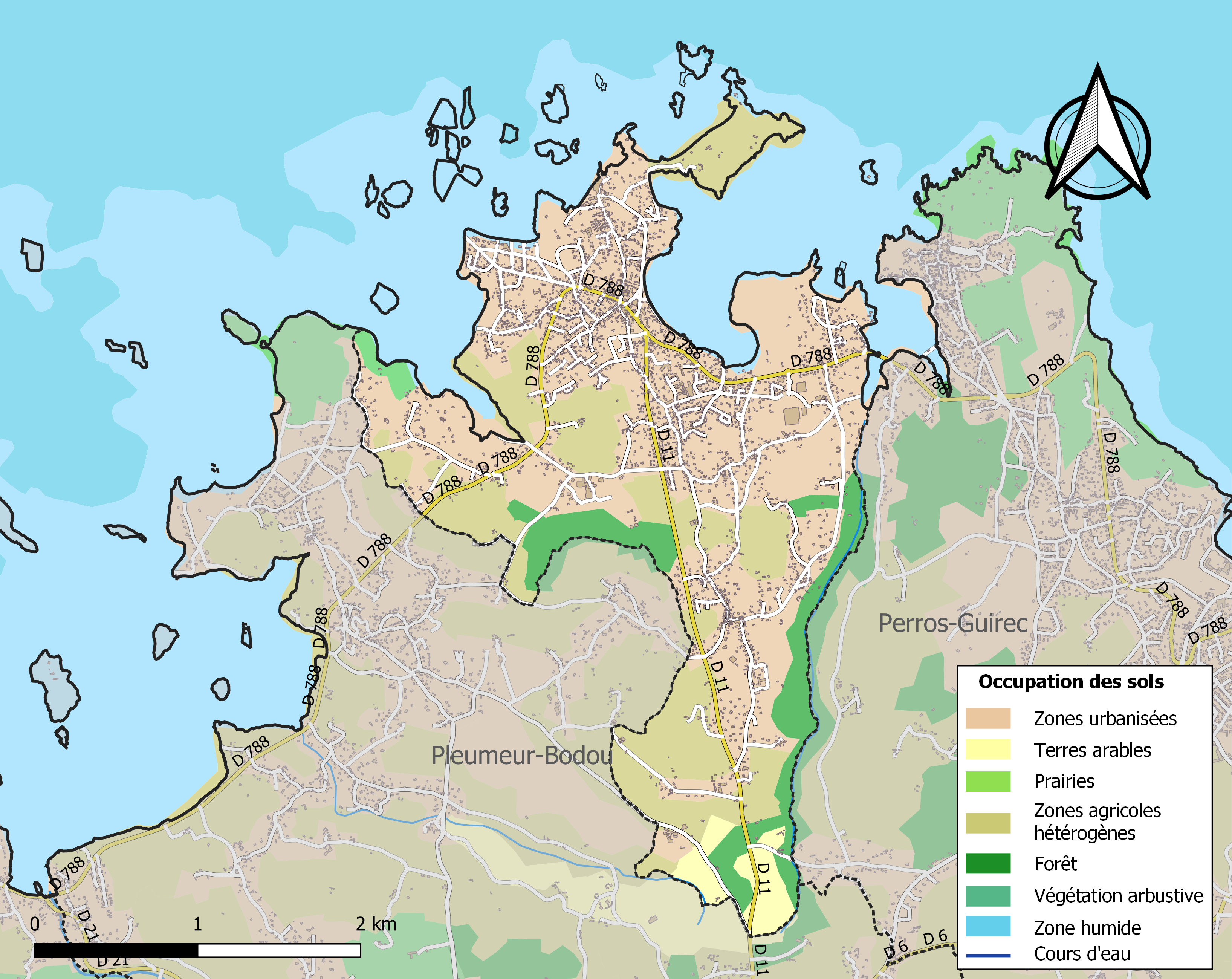
Carte des infrastructures et de l'occupation des sols de la commune en 2018 (CLC).

## Toponymie
Le nom de la localité est attesté sous les formes Tregastel en 1225, ecclesia de Trecastell à la fin du XIVe siècle, Tregastell en 1426, Tregastel en 1461. Il signifie littéralement « la trève du château ».

## Histoire
Le territoire de la commune présente plusieurs vestiges archéologiques : deux allées couvertes (Kergüntuil et île Renote), un dolmen (Kergüntuil), deux menhirs (Sainte Anne et Trémarc'h) et une stèle gauloise (déplacée à l'Office de tourisme).
À partir du IVe siècle ou du Ve siècle, les bretons christianisés guidés par des chefs religieux, chassés de Grande-Bretagne par les raids Irlandais ou les Anglo-Saxons débarquent en masse sur les côtes armoricaines et créent de nouvelles implantations témoins de leur organisation religieuse (plou-, lan(n)-, tre(f)-) : ainsi naît Trégastel (« lieu habité avec un château »).
Trégastel a acquis le statut de paroisse au XIIe ou XIIIe siècle, et obtint vis-à-vis de Pleumeur-Bodou son autonomie civile et religieuse.
Au début du XVe siècle, quelques petits nobles résident dans leurs manoirs dans la paroisse. On en dénombre sept, représentants d’une bien modeste noblesse, en comparaisant de Guingamp. La grande noblesse était représentée par deux grandes familles. D’abord la famille de Lannion qui résidaient au château du Cruguil (Brélévenez). Dès le XVIIe siècle, cette grande famille se désintéressa quelque peu de ses possessions du Trégor pour poursuivre son ascension sociale au pays de Vannes. Ce qui laisse le champ libre à une autre famille de Brélévenez, les Launay-Nevet qui purent dès lors mieux s’implanter à Trégastel. La lutte entre ces deux familles ne prit fin, par la force des choses, qu’à la Révolution.
La première municipalité voit le jour le 24 février 1790.
Quelques repères
 (septembre 2015).

### Avant la création de la commune
- 1225 : acquisition de terrains par les moines de l'abbaye de Bégard.
- XIIe siècle : construction de l'église du Bourg.
- 1375 : Charles V accorde à Bryant de Lannion l'autorisation de construire un moulin à marée en récompense de son aide lors de la guerre de Succession de Bretagne. À l'emplacement de celui-ci un autre a été construit en 1764, qui existe toujours, à la limite Trégastel/Ploumanac'h. Fin d'activité en 1932.
- XVIe siècle : construction de la chapelle Saint-Golgon (du breton « Gorgon »).
- XVIIe siècle : Trégastel est partagée entre deux seigneuries : les Kerougant-Lannion et les Launay-Névet.
- 1635 : construction de la chapelle Sainte-Anne des Rochers.

### LeXVIIIesiècle
- 1789 : les Trégastelois délèguent François Le Calvez et Yves Le Tensorer pour procéder à l'élection des deux députés du Tiers état aux États généraux de Versailles, au cours de l'assemblée tenue en avril en l'église des Ursulines à Lannion.
- 1790 : élection de la première municipalité le 24 février 1790.
- 1794 : ouverture de la première école publique le 1er octobre 1794. Le premier instituteur public fut Joseph Lissillour.

### LeXIXesiècle
- 1833 : une école communale de garçons est construite au bourg (même année que la loi Guizot sur l'enseignement primaire).
- 1861 : l'instituteur affirme qu'à Trégastel, « on parle le français et le breton presque indifféremment », mais « le breton domine, notamment chez les femmes »[34].
- 1869 : la statue du Bon-Sauveur est érigée à la demande de l'abbé Bouget au sommet d'un amas rocheux de Coz Pors[35]. Elle est bénie le 22 juillet 1869. Elle prendra par la suite - à tort - le nom de statue du Père Éternel, son nom actuel.
- 1872 : construction du calvaire du Bourg, commandé par l'abbé Bouget. Cette même année, on commence à louer des meublés pour les « baigneurs » avec vue sur mer.
- 1874 : l'abbé Bouget ouvre une école religieuse dans une chambre de la maison Ti Bras, au bourg. Cette maison devient le siège de l'école congrégationniste de filles, tenue par les Filles du Saint-Esprit de Saint-Brieuc, appelées encore les Sœurs blanches.
- 1876 : cette école prend place dans un nouveau bâtiment construit près du calvaire au bourg, et prend le nom d'école libre des filles.
- 1884 : construction du Castel Sainte-Anne (aujourd'hui utilisé par les VVF) sur les plans de l'architecte Paul-François Courcoux (1839-1912). La communauté du Castel Sainte-Anne reçoit ses premiers pensionnaires, installe les premières cabines de bain sur la dune de Coz Pors à laquelle un accès direct est aménagé.
- 1889 : un ouvroir est créé au Castel Sainte-Anne. C'est en réalité une école primaire clandestine.
- 1895 : construction du château de Costaérès par Bruno Abakanowicz dit Abdank, un ingénieur polonais.

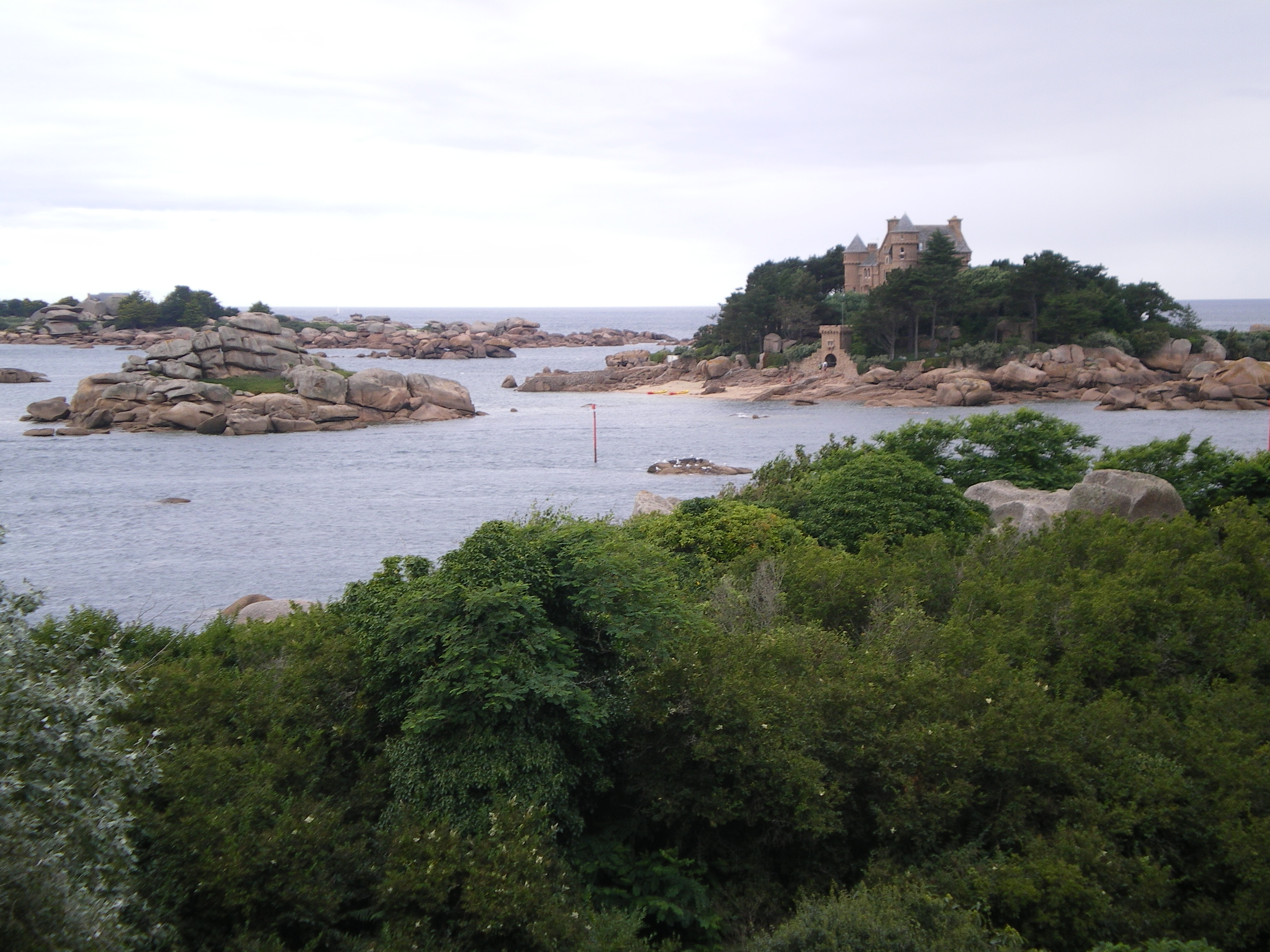
Le château de Costaérès.

- Dès 1896, Perros-Guirec fait pression pour empêcher une desserte ferroviaire de Trégastel, Pleumeur-Bodou et Trébeurden par crainte de promouvoir des stations balnéaires concurrentes[36].
- 1899 : pose de la première pierre des bâtiments dits fondation Foucher de Careil composés d'un Sanatorium afin d'accueillir les enfants anémiés et de l'Hospice pour accueillir des adultes convalescents. Ce centre a été édifié à l'entrée de Picherel par la comtesse Amélie Foucher de Careil, veuve du comte Louis-Alexandre Foucher de Careil - ancien préfet des Côtes-du-Nord (1871) qui fut aussi ambassadeur de France en Autriche.

### LeXXesiècle
- 1900 : une école privée est construite à proximité du Castel Sainte-Anne.
- 1902 : construction de la première poste de Trégastel, à Sainte-Anne  (actuelle rue Général de Gaulle).
- 1910 : construction de la digue à Coz Pors[37]
- 1912 : la commune est érigée en station climatique. L'école communale de garçons s'installe dans l'école neuve de Golgon, laissant la place au bourg à l'école des filles.
- 1918 : la nouvelle route de la corniche passe par Sainte-Anne sonnant le début du déclin du Bourg.
- 1920 : un autel du souvenir des morts de la Première Guerre mondiale est érigé dans l'église et porte les noms de quarante-quatre soldats et marins « morts pour la France ».
- 1921 : la commune est déclarée station touristique le 25 avril 1921.
- 1925 : la chapelle Sainte-Anne (celle du Castel Sainte-Anne) est édifiée sur les plans de l'architecte Auguste Courcoux pour la congrégation des Sacrés-Cœurs de Jésus et de Marie.
- 1928 : le premier guide touristique de Trégastel voir le jour. On y dénombre onze hôtels-restaurants.
- 1930 : un syndicat d'initiative indépendant de celui de Lannion est mis en place le 4 février 1930. Construction de l'Armoric Hôtel par l'architecte Jean Le Corre pour Yves Le Guern, et de l'Hôtel Bellevue pour Ernest Le Dauphin.
- 1945 : déménagement de la Mairie dans un ancien hôtel de voyageurs (le « Homard Bleu »), route de Poul Palud.

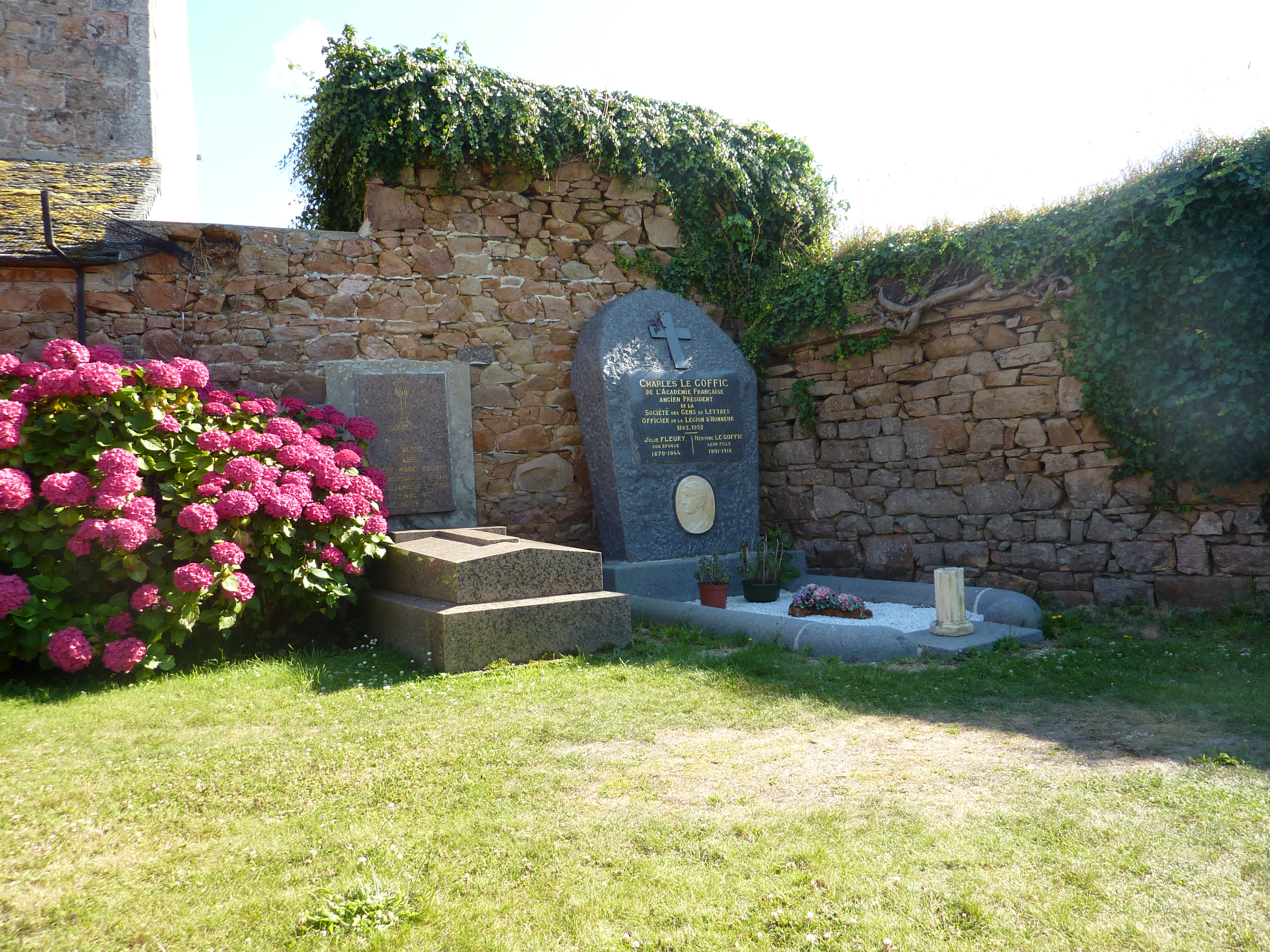
Les 2 tombes.

- 1947 : le cimetière qui entourait l'église du bourg est transféré, excepté la tombe de Charles Le Goffic, ainsi que celle de l'abbé Prigent, recteur de Saint-Éloi.
- 1952 : inauguration du nouveau bâtiment de la poste. Celui-ci est de style néo-breton suivant les plans de l'architecte des Postes et Télégraphes Pierre-Jack Laloy.
- 1954 : Lucien-Marie Le Gardien monte en association le restaurant « Le Vieux Moulin » (devenu « Le Toucouleur »).
- 1967 : construction de l'aquarium marin de Trégastel situé sous un amas de plusieurs milliers de tonnes de granite rose, près de la Place de Coz Pors, au début de la route de l'île Renote, et sous la statue du Père Éternel (voir 1869).
- 1967 - 1978 - 1980 : trois marées noires frappent la commune, respectivement le Torrey Canyon (9 avril 1967), l'Amoco Cadiz (22 mars 1978) et le Tanio (9 mars 1980).
- 1987 : reconstruction de la poste par l'actuel bâtiment à Sainte-Anne

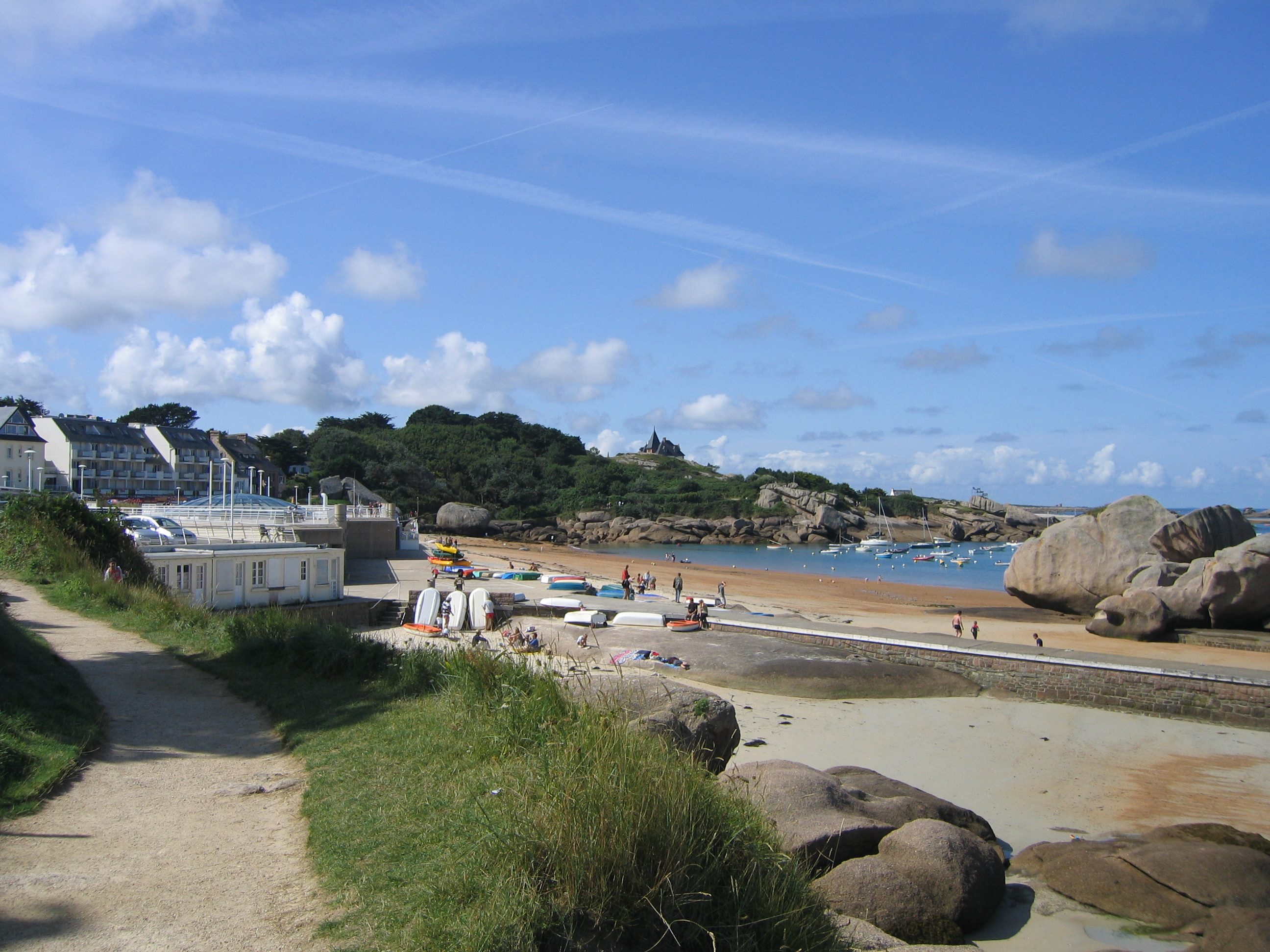
Coz Pors avec, à gauche, le dôme en verre de la piscine.

- 1993 : construction du Forum de Trégastel, un espace aqualudique (piscine, jacuzzi, sauna, salle de fitness…) situé à Coz Pors en bord de mer (à dix mètres de la plage).

### LeXXIesiècle
- 2002 : transformation du statut de l'office de tourisme de Trégastel le 21 juin 2002 qui passe d’ « association loi de 1901 » en « EPIC » sous le giron de la mairie[38].
- 2006 : agrandissement et réaménagement de l'aquarium marin. Déplacement de la mairie dans le quartier de Wazh-Veur.
- 2007 : le 19 mars, une tempête détruit, sur une longueur de 80 mètres, le mur de protection de Coz Pors qui datait de 1899.
- 2008 : une tempête frappe la commune le 10 mars 2008. Elle détruit en partie le Forum de Trégastel, les cabines de la plage de la grève blanche et plusieurs digues de protection. La commune est placée en état de catastrophe naturelle.
- 2010 : mise en place du centre de formation et d'intervention départemental des nageurs sauveteurs de la SNSM à Trégastel.
- 2013 : À l'occasion du 150e anniversaire de la naissance de Charles Le Goffic, un médaillon, œuvre du sculpteur Michel Sprogis, est posé sur un rocher près de la chapelle Sainte-Anne.
- 2018 : Le 4 avril, lors d'une conférence de presse, les maires de Trégastel, Perros-Guirec, Louannec et Saint-Quay-Perros annoncent le projet d’une commune nouvelle regroupant les quatre municipalités. Ce projet sera abandonné quelques mois plus tard.

## Politique et administration

### Administration municipale
Le conseil municipal est constitué de 19 élus.

### Finances locales
Taux de fiscalité directe en 2010
| Taxe | Taux moyen de la strate | Taux voté à Trégastel |
| d'habitation | 12,47 %                 | 14,58 %               |
| foncière sur le bâti                                                                                              | 17,65 %                 | 21,08 %               |
| foncière sur le non-bâti                                                                                          | 51,32 %                 | 85,57 %               |
| foncière des entreprises au profit de l'État                                                                      | 0 %                     | 0 %                   |
| --- | ----------------------- | --------------------- |
| Sources des données : Les comptes des communes - Trégastel. Taxes en pourcentage de la valeur locative cadastrale |                         |                       |

En 2010, l'annuité de la dette représentait 160 euros par habitant. Le taux d'endettement est supérieur à l'endettement moyen des villes de la même strate qui s'élève à 94 euros par habitant. Le budget pour l'année 2010 est de 3 736 000 euros pour le fonctionnement et de 666 000 euros pour l'investissement.

### Jumelages
- Foz (Espagne) depuis 2003
- Koussané (Mali) depuis 2004

### Fleurissement
Ville fleurie : la ville possède trois fleurs.

## Population et société

### Démographie

#### Évolution démographique
Avant les premiers recensements, Trégastel comprenait 68 ménages au XVe siècle, dont 3 nobles et 3 métayers.
L'évolution du nombre d'habitants depuis les premiers recensements est en progression constante. Depuis le début du XXe siècle, la population a pratiquement doublé. Depuis 1968, le solde migratoire est positif de 1 à 2 % par an, alors que le solde naturel est négatif de 0,2 à 0,8 %.
Il est à noter qu'entre 1968 et 1975, l'augmentation de +16 % est due à l'arrivée d'entreprises sur Lannion et la création de nouveaux logements (notamment la construction de 60 maisons dans le nouveau quartier Picherel).

L'évolution du nombre d'habitants est connue à travers les recensements de la population effectués dans la commune depuis 1793. Pour les communes de moins de 10 000 habitants, une enquête de recensement portant sur toute la population est réalisée tous les cinq ans, les populations de référence des années intermédiaires étant quant à elles estimées par interpolation ou extrapolation. Pour la commune, le premier recensement exhaustif entrant dans le cadre du nouveau dispositif a été réalisé en 2007.

En 2022, la commune comptait 2 532 habitants, en évolution de +3,47 % par rapport à 2016 (Côtes-d'Armor : +1,78 %, France hors Mayotte : +2,11 %).
| 1793 | 1800 | 1806 | 1821 | 1831 | 1836  | 1841 | 1846  | 1851  |
| ---- | ---- | ---- | ---- | ---- | ----- | ---- | ----- | ----- |
| 867  | 659  | 709  | 862  | 944  | 1 011 | 985  | 1 031 | 1 113 |

| 1856  | 1861  | 1866  | 1872  | 1876  | 1881  | 1886  | 1891  | 1896  |
| ----- | ----- | ----- | ----- | ----- | ----- | ----- | ----- | ----- |
| 1 036 | 1 078 | 1 080 | 1 086 | 1 078 | 1 096 | 1 141 | 1 108 | 1 224 |

| 1901  | 1906  | 1911  | 1921  | 1926  | 1931  | 1936  | 1946  | 1954  |
| ----- | ----- | ----- | ----- | ----- | ----- | ----- | ----- | ----- |
| 1 250 | 1 361 | 1 286 | 1 320 | 1 467 | 1 398 | 1 449 | 1 521 | 1 687 |

| 1962  | 1968  | 1975  | 1982  | 1990  | 1999  | 2006  | 2007  | 2012  |
| ----- | ----- | ----- | ----- | ----- | ----- | ----- | ----- | ----- |
| 1 670 | 1 742 | 2 013 | 2 063 | 2 201 | 2 234 | 2 377 | 2 397 | 2 451 |

| 2017  | 2022  | - | - | - | - | - | - | - |
| ----- | ----- | - | - | - | - | - | - | - |
| 2 465 | 2 532 | - | - | - | - | - | - | - |

#### Pyramides des âges
La population de la commune est relativement âgée.
En 2018, le taux de personnes d'un âge inférieur à 30 ans s'élève à 21,6 %, soit en dessous de la moyenne départementale (30,7 %). À l'inverse, le taux de personnes d'âge supérieur à 60 ans est de 48,6 % la même année, alors qu'il est de 32,9 % au niveau départemental.
En 2018, la commune comptait 1 161 hommes pour 1 340 femmes, soit un taux de 53,58 % de femmes, légèrement supérieur au taux départemental (51,7 %).
Les pyramides des âges de la commune et du département s'établissent comme suit.
| Hommes | Classe d’âge | Femmes |
| ------ | ------------ | ------ |
| 1,5    | 90 ou +      | 3,4    |
| 13,4   | 75-89 ans    | 17,7   |
| 29,9   | 60-74 ans    | 30,8   |
| 19,1   | 45-59 ans    | 17,6   |
| 11,2   | 30-44 ans    | 11,6   |
| 10,3   | 15-29 ans    | 7,8    |
| 14,6   | 0-14 ans     | 11,0   |

| Hommes | Classe d’âge | Femmes |
| ------ | ------------ | ------ |
| 0,9    | 90 ou +      | 2,6    |
| 9,1    | 75-89 ans    | 12,5   |
| 21,1   | 60-74 ans    | 21,6   |
| 20,4   | 45-59 ans    | 19,4   |
| 16,3   | 30-44 ans    | 15,7   |
| 15,1   | 15-29 ans    | 12,8   |
| 17,1   | 0-14 ans     | 15,5   |

### Enseignement

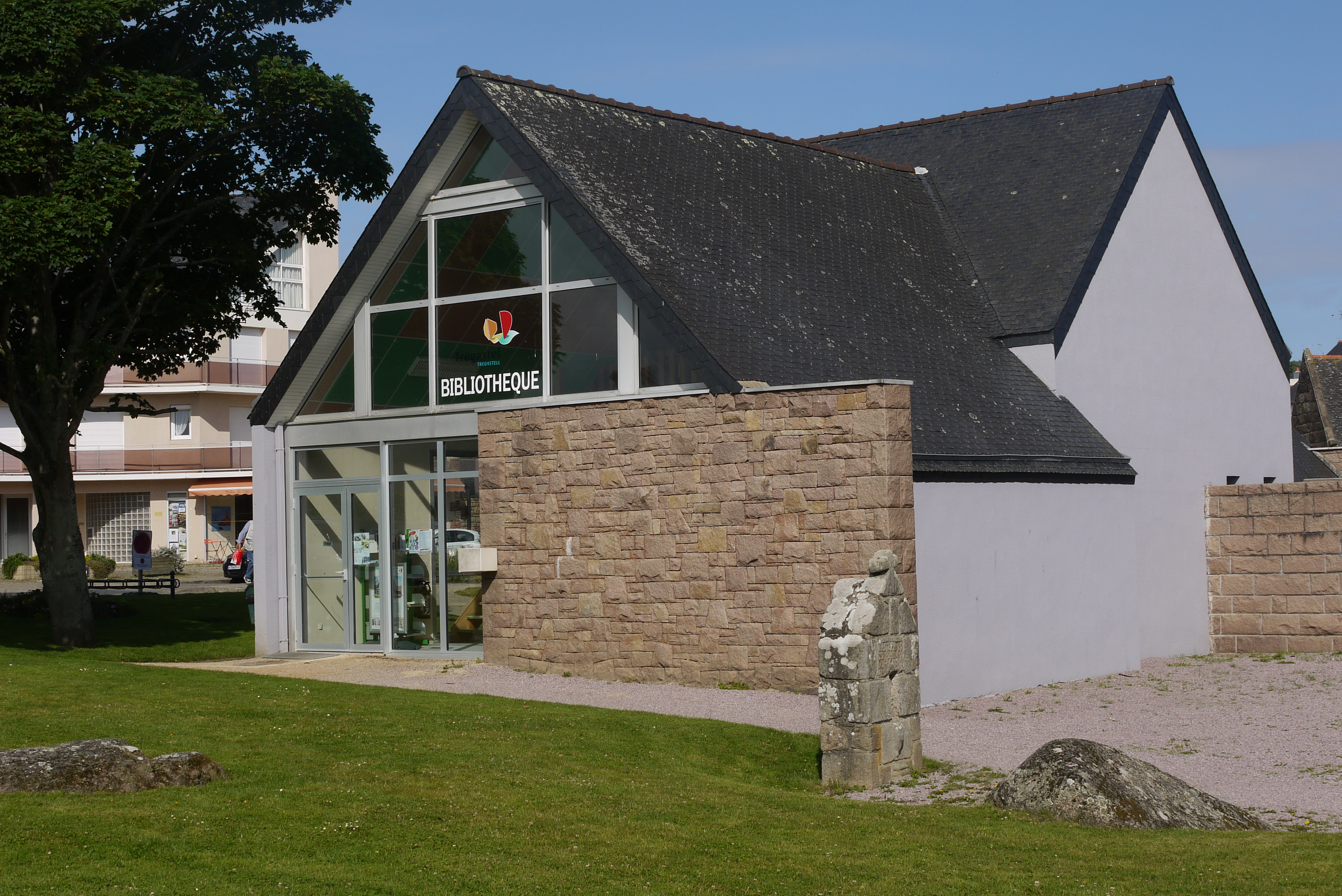
La bibliothèque de Trégastel.

L'école de la commune dépend de l'Inspection académique des Côtes-d'Armor, dans l'académie de Rennes.
Pour le calendrier des vacances scolaires, Trégastel est en zone A.
Le groupe scolaire de Picherel accueille 226 élèves depuis 2009 répartis dans 9 classes ½ (de la maternelle au CM2), dont 2 bilingues, section créée en 1989.
Le collège le plus proche est situé à Pleumeur-Bodou et le lycée le plus proche à Lannion.
Quatre anciens bâtiments scolaires sont encore visibles sur la commune : deux au Bourg (route du Bourg et route du calvaire), l'école de Golgon et l'école privée de Sainte-Anne.

### Marché
- Un marché se tient le lundi matin, toute l'année, dans le quartier Sainte-Anne. Avec 280 exposants en été, c'est le 2e marché des Côtes-d'Armor, après celui de Matignon[55]. De par son ampleur et sa situation proche du littoral, il est très prisé par les estivants en juillet et août.
- Tous les vendredis en fin d'après-midi, un marché du terroir se tient sur la place Sainte-Anne, proposant des produits issus de l'agriculture biologique et régionaux[56].

### Événements sportifs et culturels

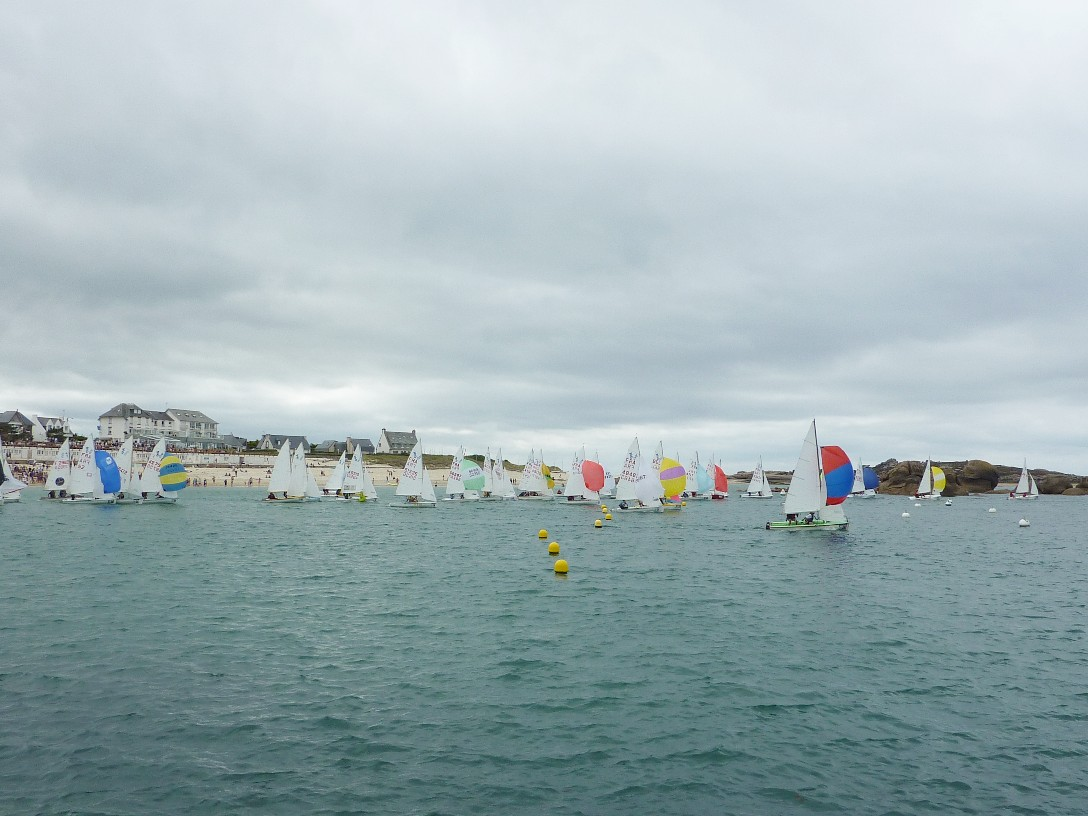
24 heures de la voile.

- 1973 : Création des 24 heures de la voile[57], par le club nautique Trégastel présidé par Louis Queffeulou, médecin dans la commune de Trégastel. La course se déroule chaque année aux mortes-eaux, pendant un week-end d'août. Traditionnellement, un feu d'artifice est tiré le samedi soir au-dessus de la baie.
  - La 50e édition a lieu les 12 et 13 août 2023[58].
- 1976 : Création du fest-noz du bourg organisé par l'association Nevez-Amzer, Div Yezh Tregastell et Diwan. La 25e édition a eu lieu le 4 juin 2011, accueillant environ 1 000 danseurs[59].
  - L'édition prévue en juin 2020 a été annulée.
- 1980 : 1re édition des 20 km de la Côte de granit rose[60] organisée par l'ASPTT Lannion. Elle se déroule chaque année au mois de juillet entre Trébeurden et Perros-Guirec, le départ étant donné chaque année, alternativement, dans l'une des deux villes. Plus de 1 600 coureurs s'y rejoignent pour profiter du magnifique cadre dans lequel se déroulent les courses (20, 10, 3 km, et 10 km handi-sport). La 36e édition du 26 juillet 2015 dans le sens Perros-Trébeurden[61].
  - La 42e édition aura lieu le 23 juillet 2023, dans le sens Perros-Trébeurden[61]
- La « Fête de la baie » en été : rassemblement de misainiers et côtres.
- Concours exposition de crèches de Noël à l'église du bourg en décembre.
- Le triathlon de la Côte de granit rose, au printemps.
- Le Trail de Trégastel, créé en 2009 : course à pied de 14 km.

### Sports
Principales associations sportives :
- Club Nautique Trégastel Nautisme (voile)
- Tennis club de Trégastel
- Club Sportif de Trégastel (football)
- Trégastel oOmnisports - TOS (basket-ball, hand-ball)
- Balades et découverte
- Tréga'Jeunes Animations (TJA)

Secteur privé :
- 2 clubs équestres

### Médias
- Site internet de la ville : www.tregastel.fr
- Newsletter édité par la mairie (abonnement sur simple demande à : communication@tregastel.fr)
- Cityall : messagerie instantanée gratuite par notification sur smartphone : téléchargez l’application CITYALL (pour android ou iphone) et sélectionnez la ville "Trégastel". "Cityall : les informations de votre commune dans la poche"
- Journaux avec pages locales : Le Trégor, Le Télégramme, Ouest-France.
- Radios :
  - Radio Fréquence Cormoran (RFC), créée en 1983 a cessé d'émettre le 31 décembre 2008[63]. La station aura été l'une des rares radios FM restée durant 25 ans associative et sans publicité. Le droit d'émettre a été abrogé le 30 juin 2009[64].
  - Radio 24, créée en février 2010, émet en juillet et août en FM, sur 95,6 MHz[65], et cesse d'émettre après la période estivale 2014..

### Cultes
Le culte pratiqué est le catholicisme.
La commune de Trégastel relève de la paroisse de Pleumeur-Bodou, qui est une subdivision du diocèse de Saint-Brieuc et Tréguier, lequel relève de la Province ecclésiastique de Rennes.
Le culte est pratiqué à l'église Sainte-Anne et à la chapelle Sainte-Anne-des-Rochers.

## Culture locale et patrimoine

### Lieux et monuments

#### Mégalithes
- Dolmen et allée couverte de Kergüntuil  Classé MH (1948)[68].
- Dolmen de l'Île Renote  Inscrit MH (1977)[69].
- Menhir de Trémarch  Classé MH (1960)[70].
- Menhir de Keredol appelé aussi menhir de Sainte-Anne ou menhir de Kerlavos.

#### Stèle gauloise
La stèle gauloise de Trégastel est un des rares témoins du second âge de fer ; elle daterait de la fin du IVe siècle av. J.-C. C'est un monument haut de 3 m, de type conoïdo-quadrangulaire, dont chaque arête est rabattue pour former trois cannelures. Sur toute une face, sont gravés des motifs sans doute symboliques : deux spirales en « S » et une spirale en corne de bélier.
Cette stèle, dite aussi stèle de Sainte-Anne, se trouvait à l'origine sur les terres de la ferme (disparue) du Peulven, située près de la chapelle Sainte-Anne-des-Rochers. Au XIXe siècle, un cultivateur juge bon de fendre la stèle en deux dans le sens de la hauteur, pour faire des poteaux de barrière. Le sénateur, M. Charles Huon de Penanster, se hâte alors d'acheter les deux morceaux du monument afin de le sauver. Il le fait restaurer et l'érige dans sa propriété. Au XXIe siècle, la stèle est déplacée à l'office de tourisme (48° 49′ 37″ N, 3° 30′ 41″ O).

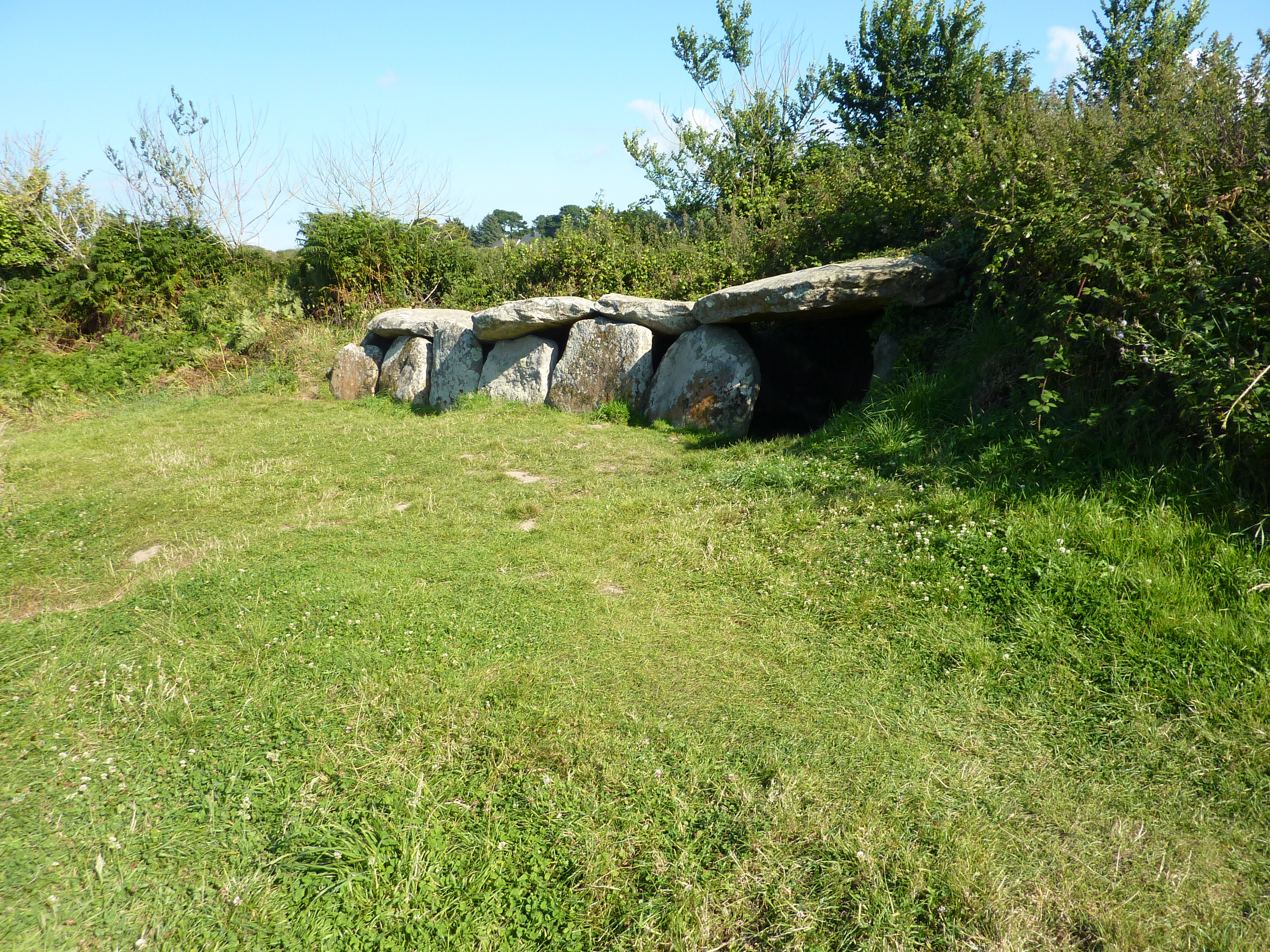
L'allée couverte de Kergüntuil.
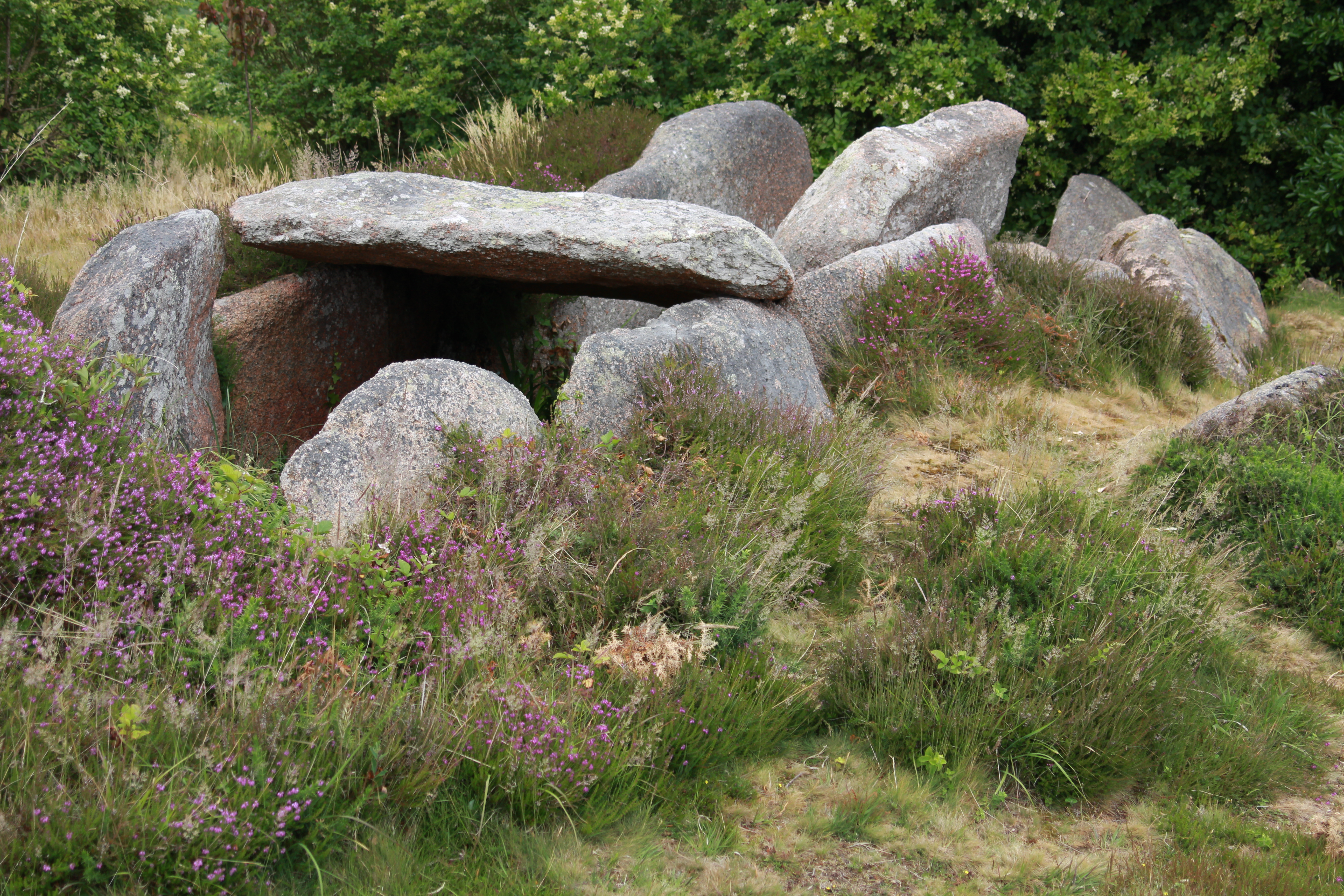
Dolmen de l'île Renote.
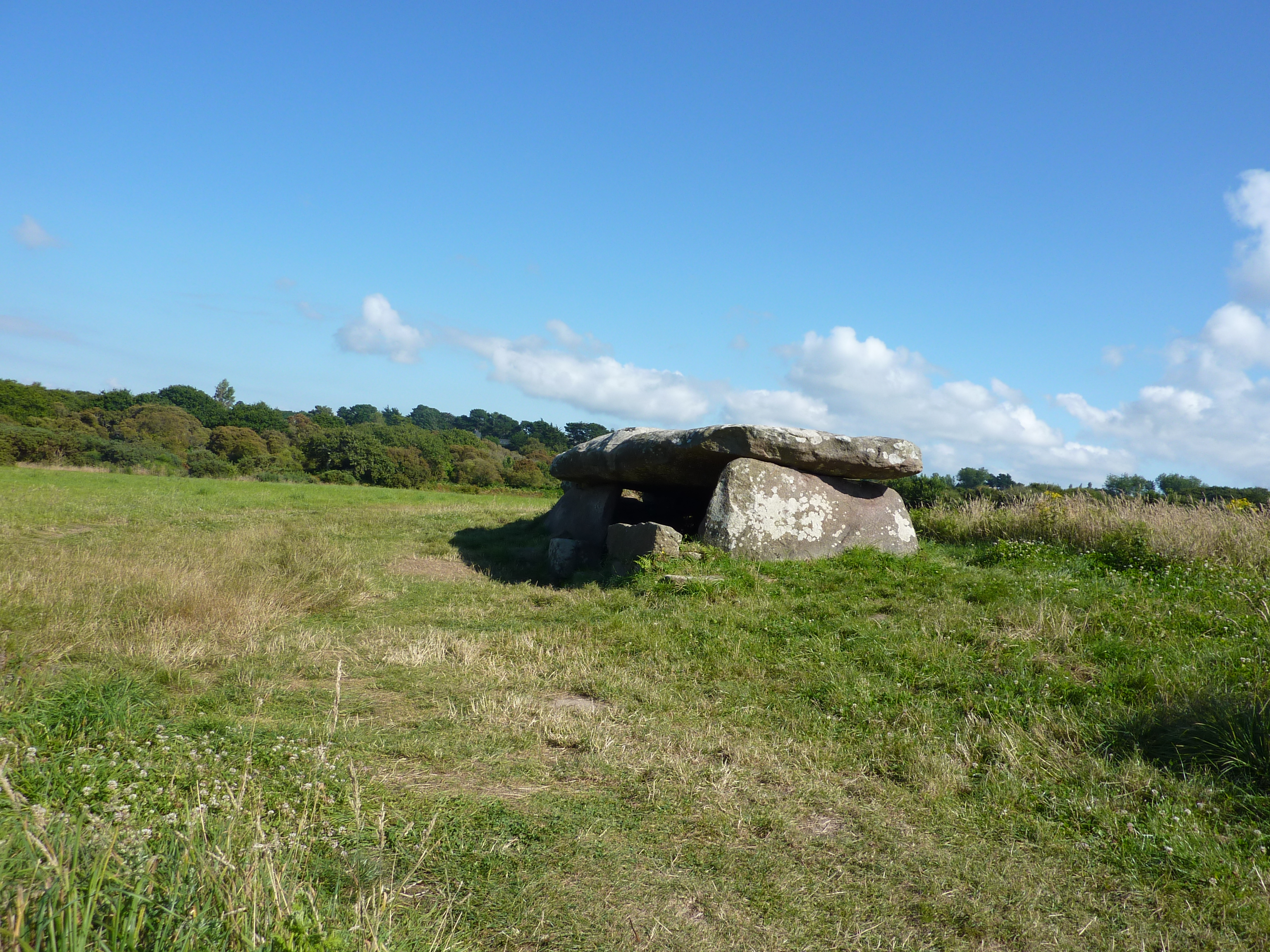
Le Dolmen de Kergüntuil.
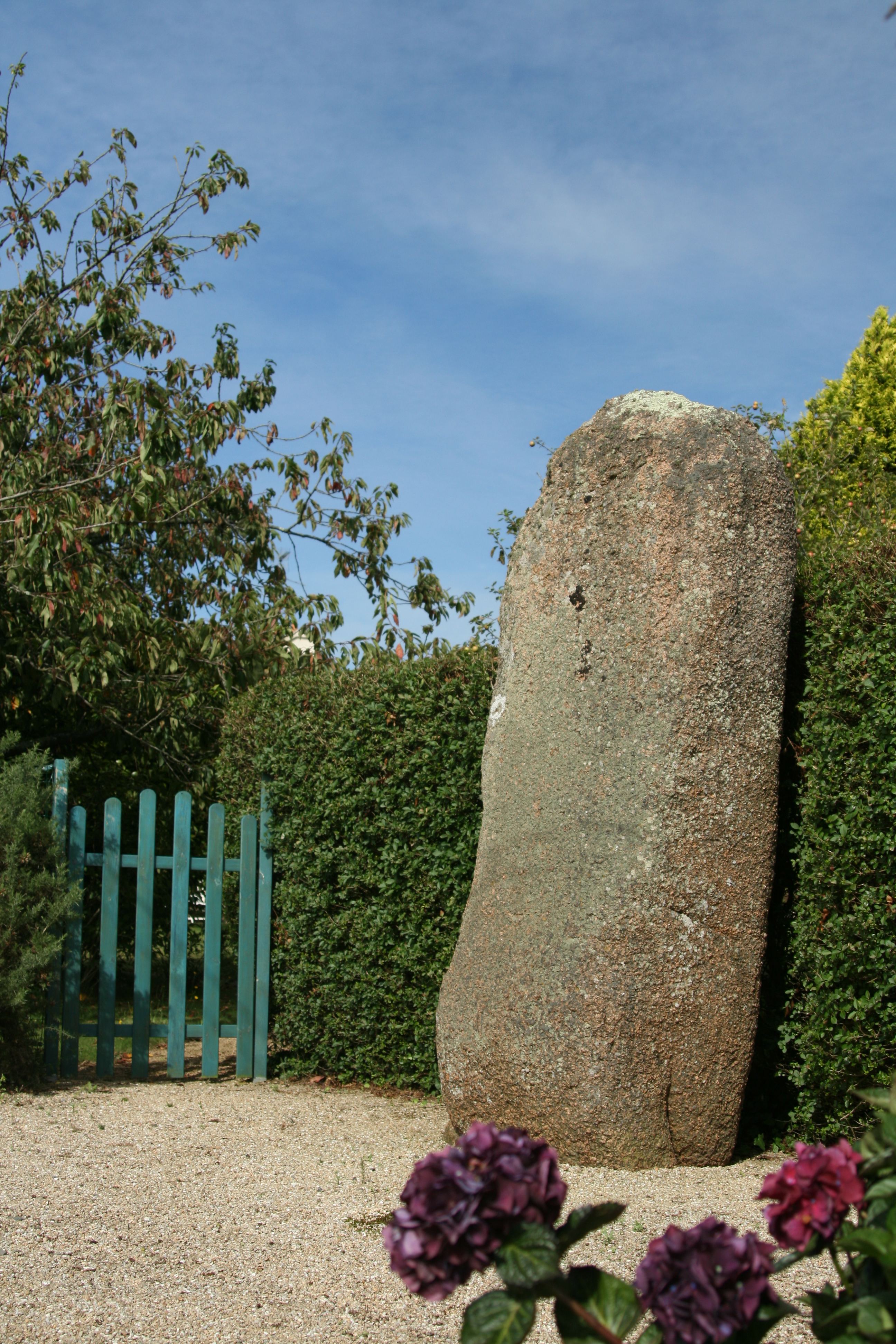
Le menhir de Trémarch.
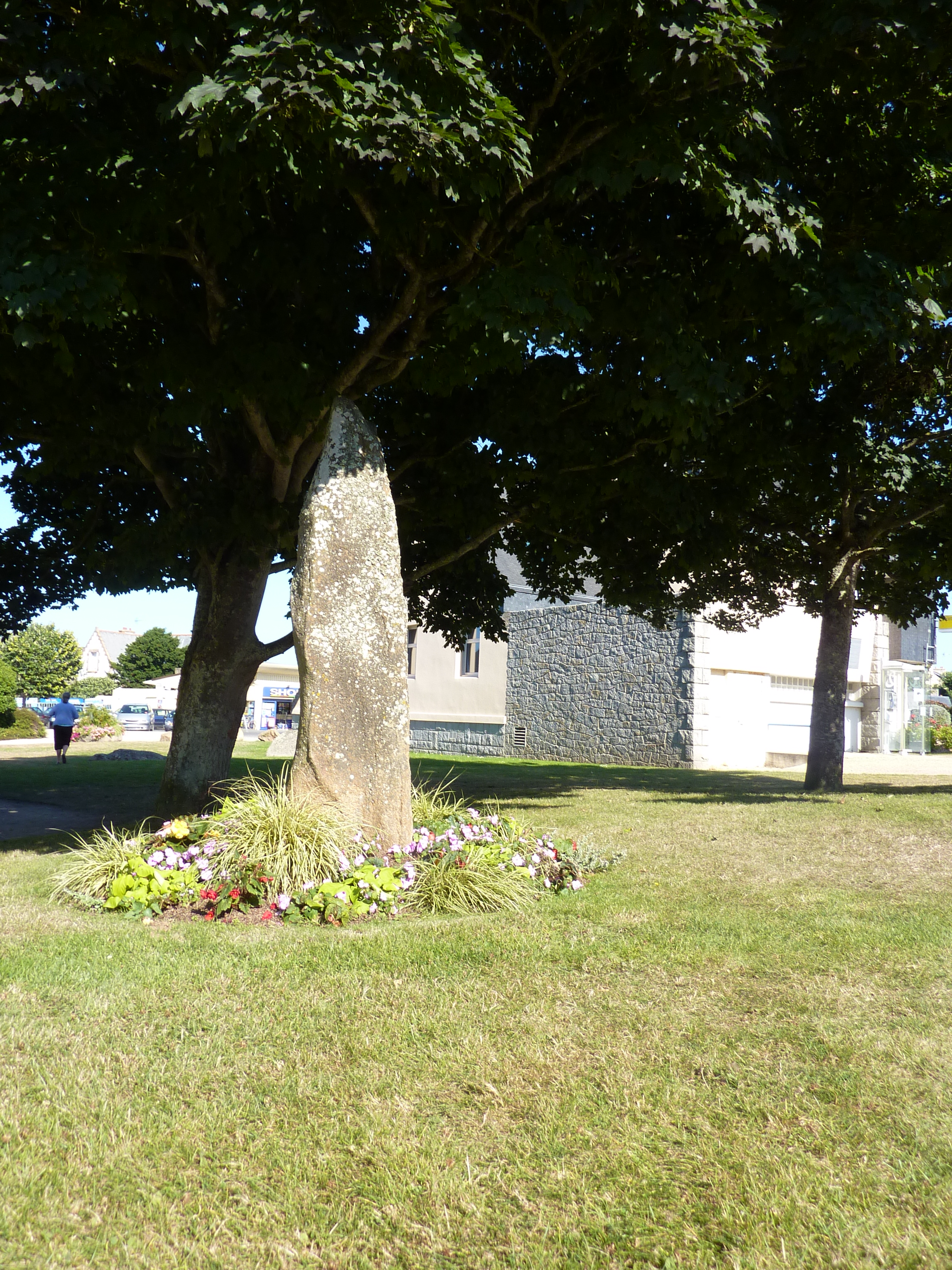
Le menhir de Sainte-Anne.
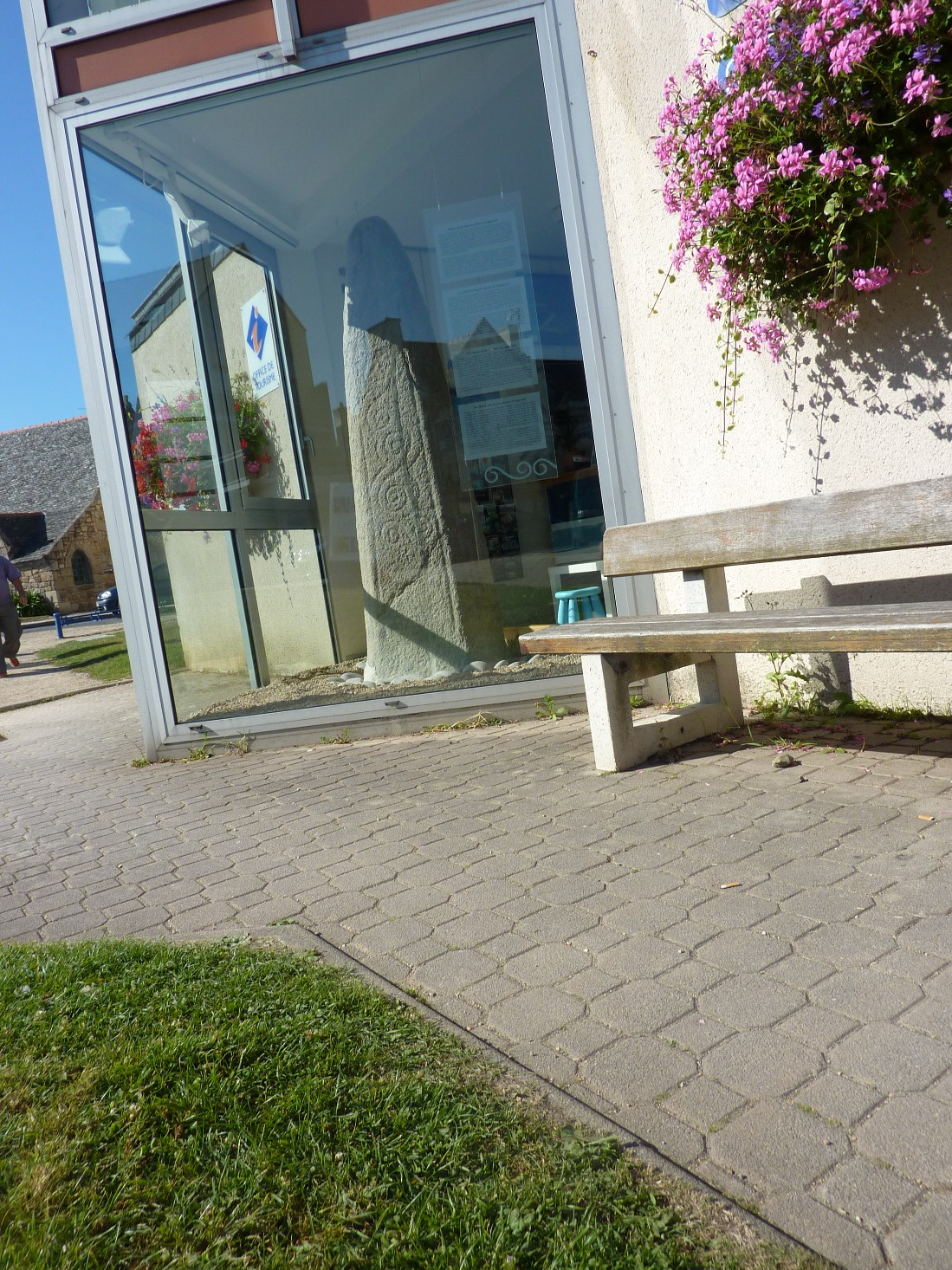
La stèle gauloise.

#### Patrimoine religieux
L'église Sainte-Anne

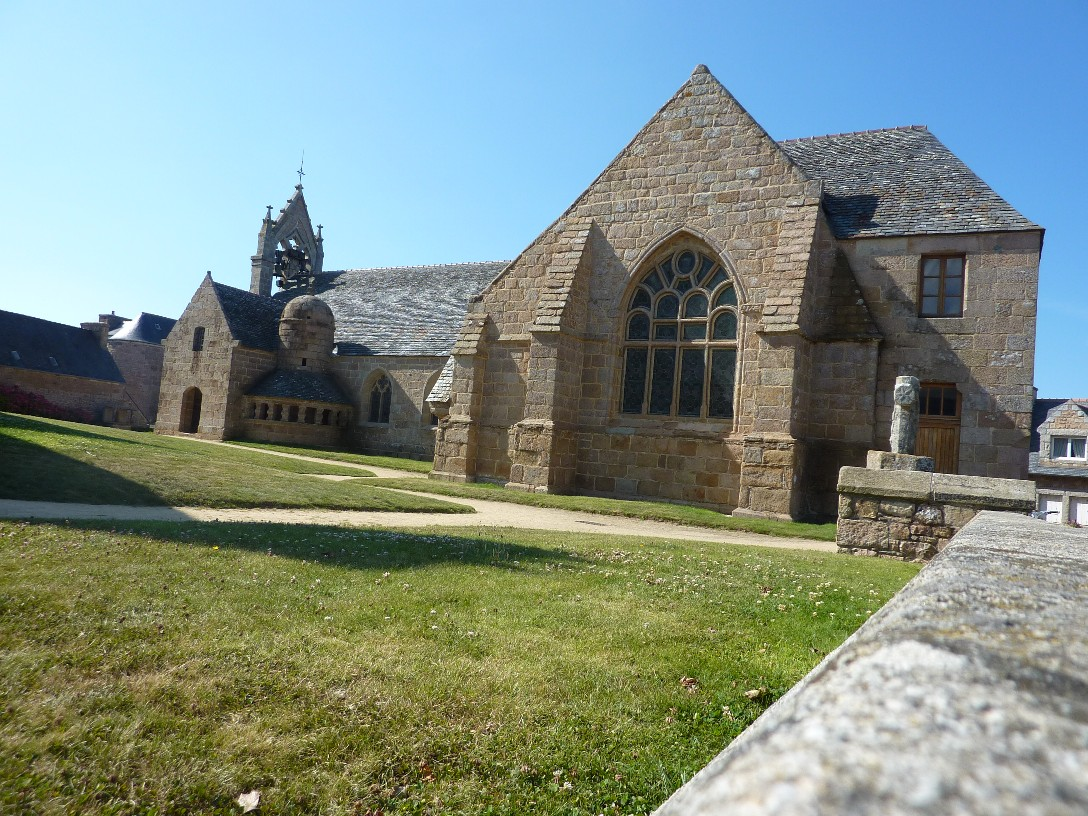
L'église Sainte-Anne.

Édifice à chevet plat construit entre XIIe et XIXe siècles. C'est un édifice où tous les siècles de cette période sont représentés.
L'ossuaire semi-circulaire du XVIIe siècle, classé en 1909 (Choeur, transept et ossuaire) et 1916 (nef) , présente une élégante galerie à balustres et un toit surmonté d’une tourelle à coupole en granite. L’ossuaire recueillait les ossements des sépultures du cimetière car ce dernier n’étant pas extensible ; il fallait faire de la place aux nouveaux décédés tous les cinq ans environ. Cet ossuaire constitue l’originalité de l’église de Trégastel.
Le mobilier se compose, entre autres, d'un bénitier roman à figures grotesques, la chaire à prêcher du XVIIe siècle, une poutre de gloire, d'une ancienne mesure à blé en pierre du XIVe siècle. Cette dernière servait à mesurer les offrandes en grains. La coutume voulait que les moissonneurs viennent y tremper et aiguiser leurs faucilles avant de commencer la moisson. De plus, quelques statues anciennes représentant Notre-Dame de Délivrance, sainte Anne, sainte Marguerite, saint Nicolas et saint Yves entre le Riche et le Pauvre.
Après avoir été sous le patronage de saint Laurent, l’église de Trégastel est placée actuellement plutôt sous le patronage de sainte Anne, dont la fête est en juillet, date à laquelle est célébré le pardon.
Sous la conduite des monuments historiques, une belle restauration de l'église mais aussi de son environnement s'est terminée en 2001. C’est ainsi que les niveaux initiaux du sol ont été retrouvés.

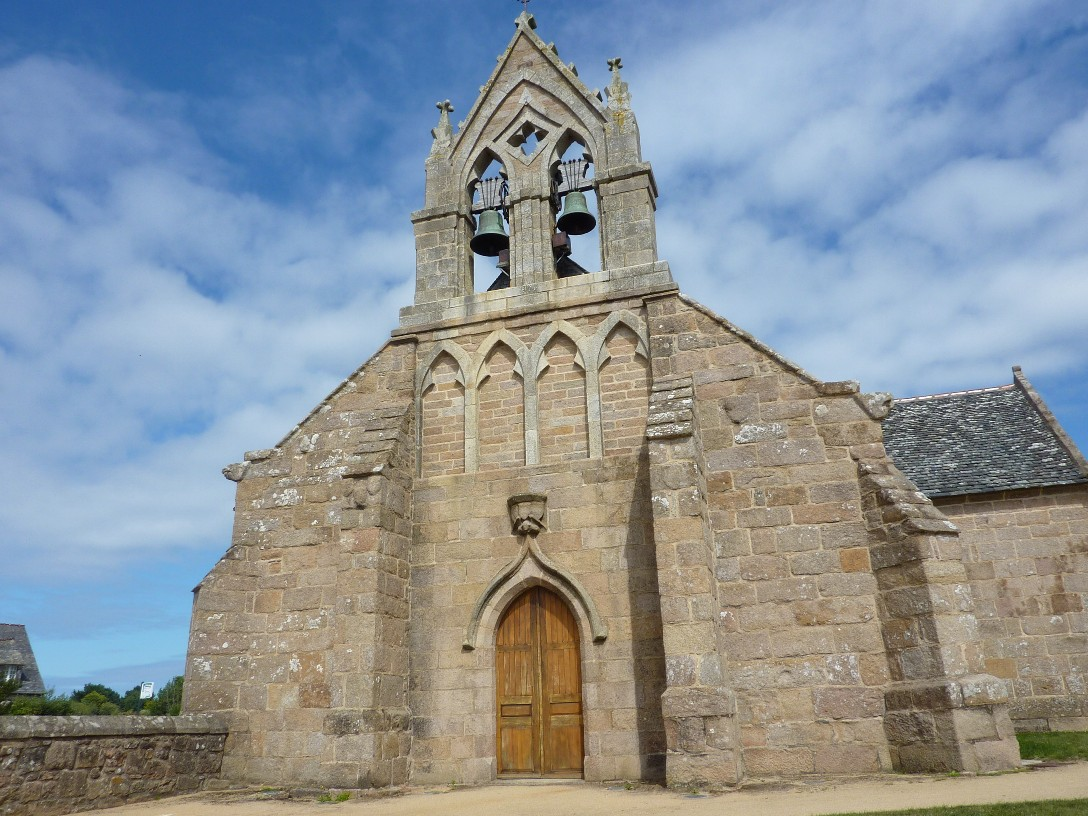
La façade principale et les 2 cloches.

Le pignon ouest, issu d’un premier remaniement, présente un portail de la fin du XIVe siècle et du début du XVe siècle. La façade sud comporte un porche carré et voûté, de la fin du XVIe siècle. Au XIXe siècle, une restauration, en granite de l'Île-Grande, fait disparaître l’ancien campanile à trois ouvertures, pour le remplacer par une arcature supportant deux cloches. La nef plafonnée est flanquée de collatéraux formant six travées séparées par des arcs brisés. Sur la maîtresse-vitre dont le remplage date du XVIIe siècle, les vitraux sont plus récents et datent de 1869. Saint Brieuc et Saint Tugdual, les patrons de l’évêché, sont représentés au centre du vitrail.
 Classé MH :
Cette église fait l'objet d’un classement au titre des monuments historiques par arrêtés des 14 juin 1909 et 17 mars 1916 (48° 48′ 37″ N, 3° 29′ 59″ O).
Chapelle Sainte-Anne-des-Rochers
Le site où se trouve la chapelle Sainte-Anne-des-Rochers était depuis très longtemps dédié à la vie spirituelle. Ce lieu de la commune était marécageux avec une fontaine et un lavoir. Il y eut aussi un dolmen qui, aujourd’hui détruit, était une dépendance de la ferme du Peulven. Après la fin de l’occupation romaine, c’est un groupe de moines venus de l’outre-Manche qui y installèrent un ermitage avec une petite chapelle en bois. Ce lieu prit alors le nom de Langastel.
La chapelle est fondée par Jean de Lannion, seigneur des Aubays. Vers 1630, il est lieutenant de la maréchaussée de Bretagne, gouverneur de Lannion, capitaine du ban et de l’arrière-ban de l’évêché de Tréguier, chargé de surveiller les côtes. Il a, en outre, une grande dévotion pour sainte Anne, patronne de la Bretagne, ce qui explique la dédicace de cet édifice. La chapelle est reconstruite en 1787. Avant 1928, la chapelle était un simple rectangle de seize mètres sur quatre. Ce n’est qu’en 1928, avec l’arrivée de la mode des bains de mer, que la chapelle fut agrandie avec la réalisation d’un transept avec le chœur dans l’aile nord. Son cachet ancien est préservé grâce au réemploi de pierres provenant du hameau de Keravel. En 1933, le pignon fut avancé et la sacristie réalisée.
La pierre d’autel provient de la chapelle Saint-Marc à l’Île-Grande qui avait été détruite par la foudre une trentaine d’années auparavant.
Sur l'un des piliers de l’entrée de la chapelle se trouve le torse sculpté d’un Christ mutilé, en granite de Kersanton, provenant du calvaire du bourg, édifié en 1872. C’est tout ce qu’il reste de la grande croix frappée par la foudre en 1912, issue des ateliers d’Yves Hernot de Lannion.
Le pardon est célébré à la fin du mois de juillet. (48° 49′ 38″ N, 3° 30′ 43″ O).

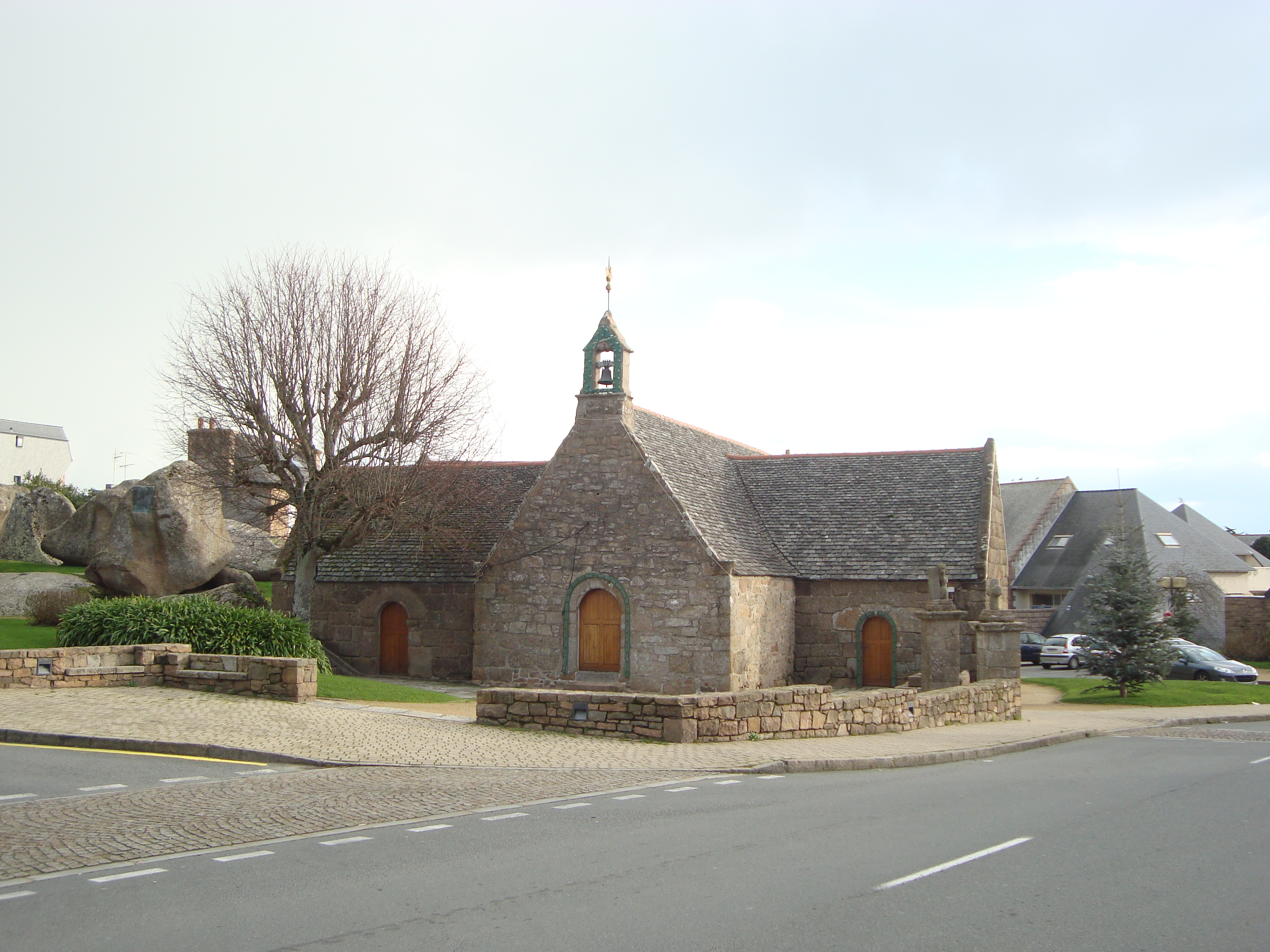
La chapelle Sainte-Anne-des-Rochers.
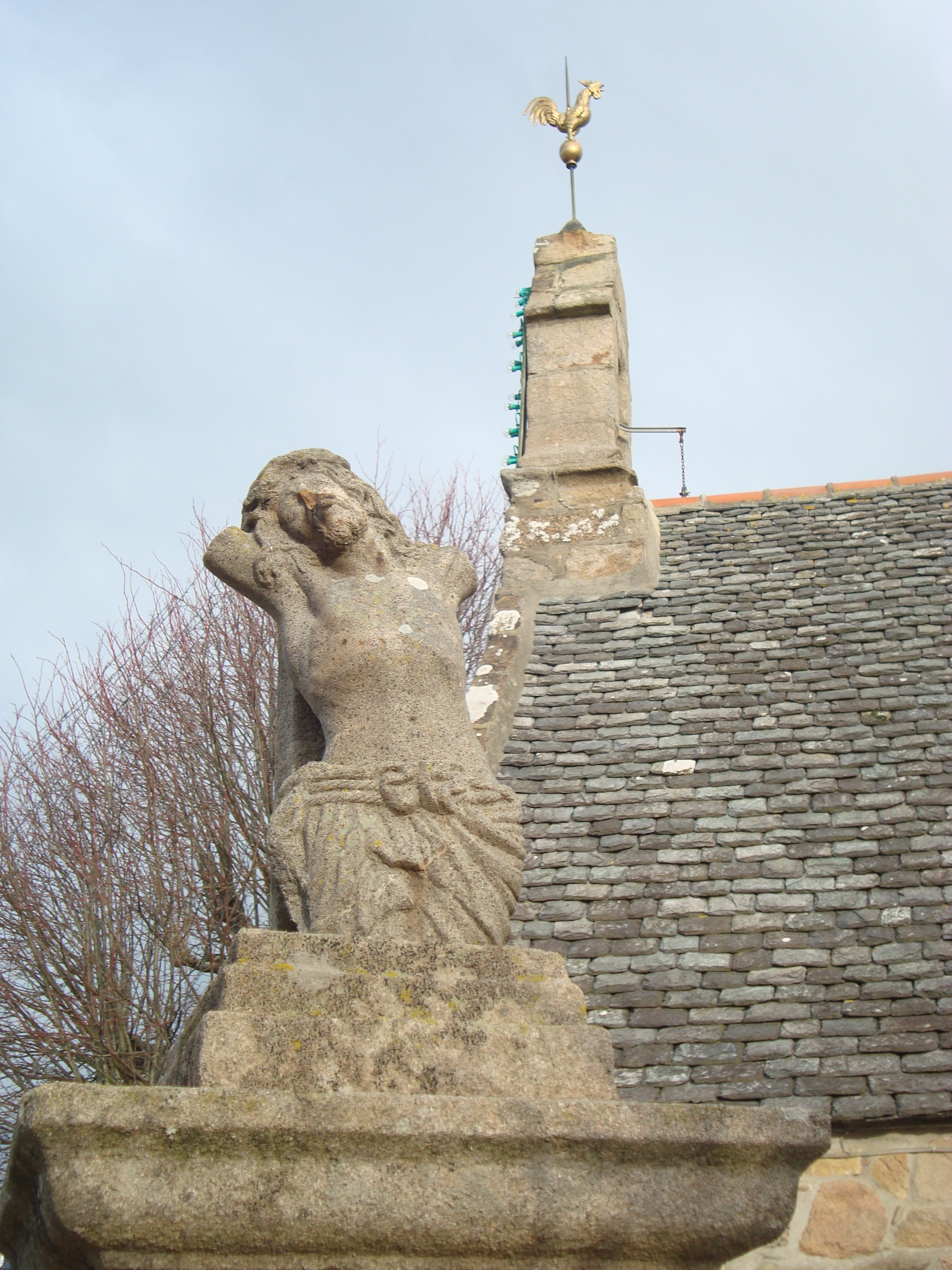
Le Christ de la chapelle.

Chapelle Saint-Golgon

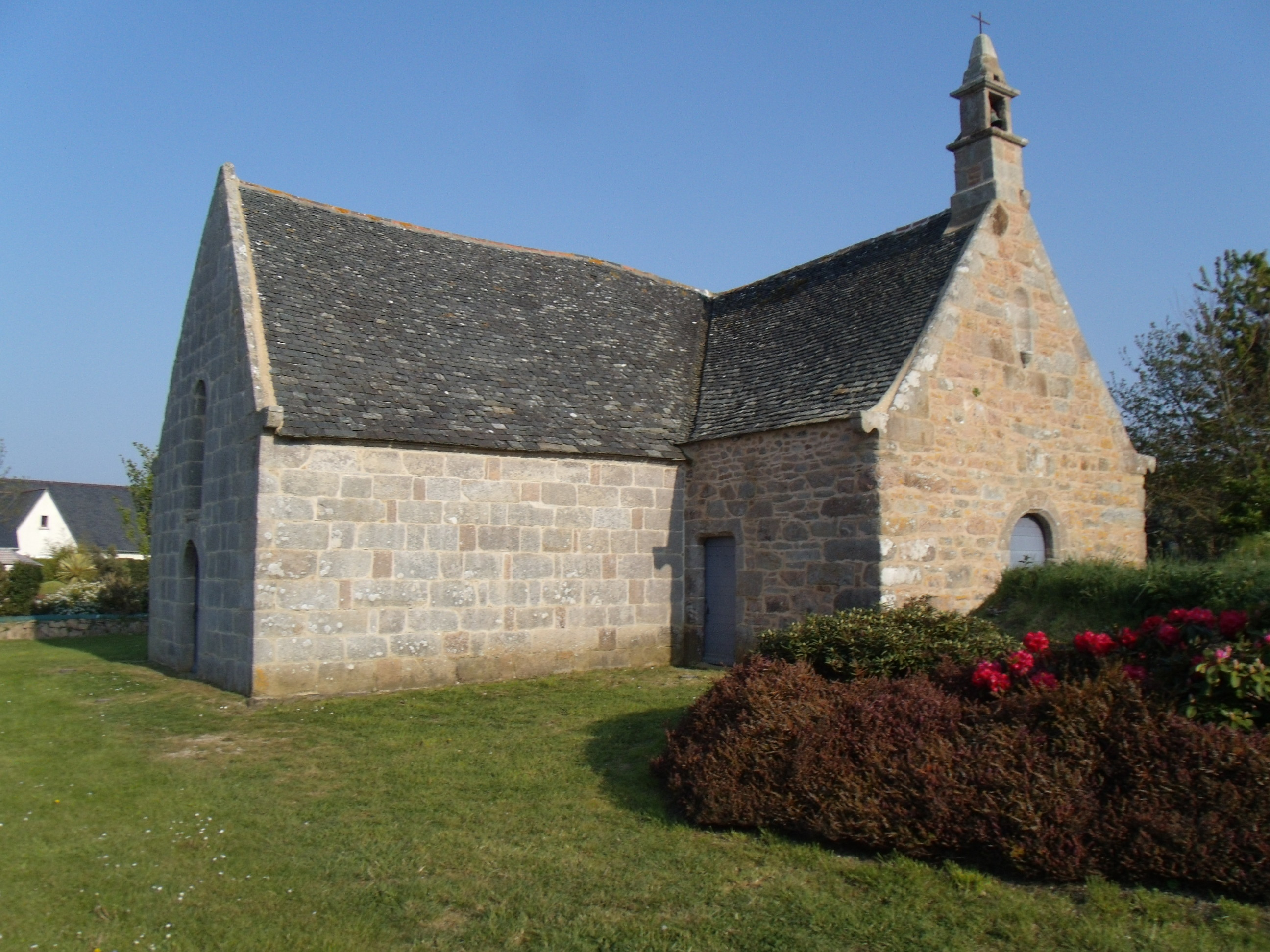
Chapelle de Golgon.

La chapelle est située sur un chemin à droite de la route qui descend de l'église du bourg à la chapelle Sainte-Anne.
Elle est située dans un enclos surplombant le chemin. La chapelle a été fondée par le seigneur de Lannion au XVIIe siècle (partie est-ouest). À la fin du XVIIIe siècle, un seigneur de Launay-Nevet fait construire une aile en pierre de taille sur le côté nord du bâtiment.
La chapelle possède un clocher-mur à lanternon et est entourée d'un mur d’enclos. À proximité, on peut découvrir une croix ainsi qu’une fontaine.
Mise hors d'eau en 1952, la chapelle a été vidée de son intéressant mobilier, mis en lieu sûr.
Grâce à l'action d’une association de sauvegarde, elle a fait l'objet d'une restauration complète en 2006.
Cette chapelle est dédiée à saint Gorgon (la mutation du « r » en « l » est fréquente en breton et en particulier dans le Trégor) et saint Dorothée, officiers romains en poste en Bithynie, martyrs torturés puis étranglés sous Dioclétien, en 303. Les fidèles viennent demander à saint Gorgon de prendre leurs chevaux sous sa protection.
Le pardon est célébré à la fin du mois d'août.
 Inscrit MH :
Cette chapelle fait l’objet d’une inscription au titre des monuments historiques depuis le 10 janvier 1952 (48° 49′ 11″ N, 3° 29′ 56″ O).
Le calvaire

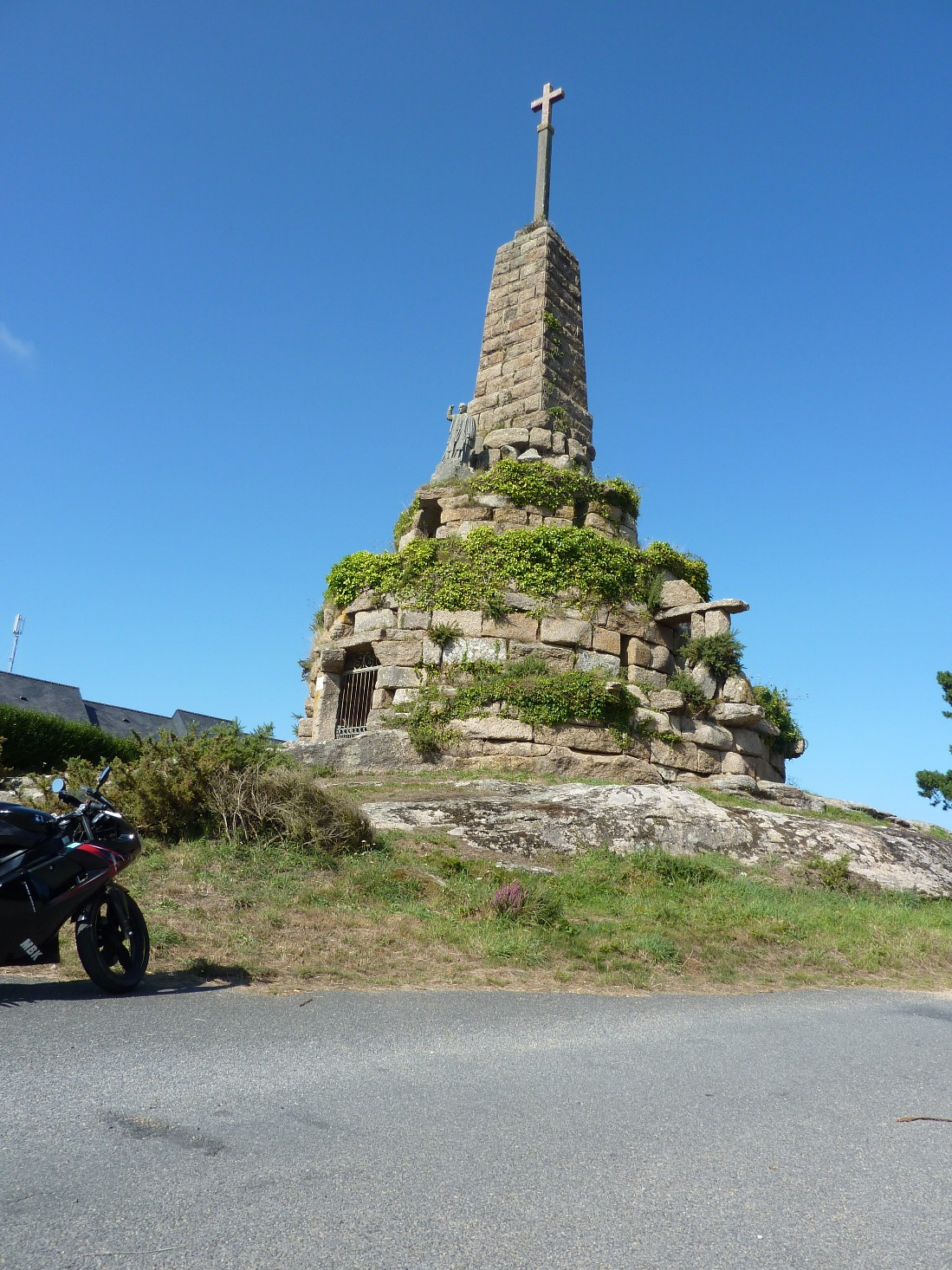
Calvaire du bourg.

Construit en 1872 à l'initiative de l'abbé Bouget, qui le fit édifier sur la butte de Krec'h Lest, non loin de l'église du bourg (48° 48′ 24″ N, 3° 29′ 50″ O).
Ce monument de pierres sèches est constitué d'une chapelle-crypte, dédiée à Notre-Dame-de-Pitié, entourée d'un étroit chemin en spirale qui monte jusqu’à une plate-forme supérieure sur laquelle est implanté le socle de la croix. Dans une première niche se trouve la statue en granite d'un paysan à genoux tenant une bêche ; dans une deuxième, au sud, une statue du Sacré Cœur, en bois. Les niches suivantes abritent les statues de Saint Laurent, saint Joseph, saint Yves et enfin saint François Xavier. Des sentences en breton jalonnent le parcours. Le calvaire est inscrit au titre des monuments historiques en 2020.
Le Père Éternel

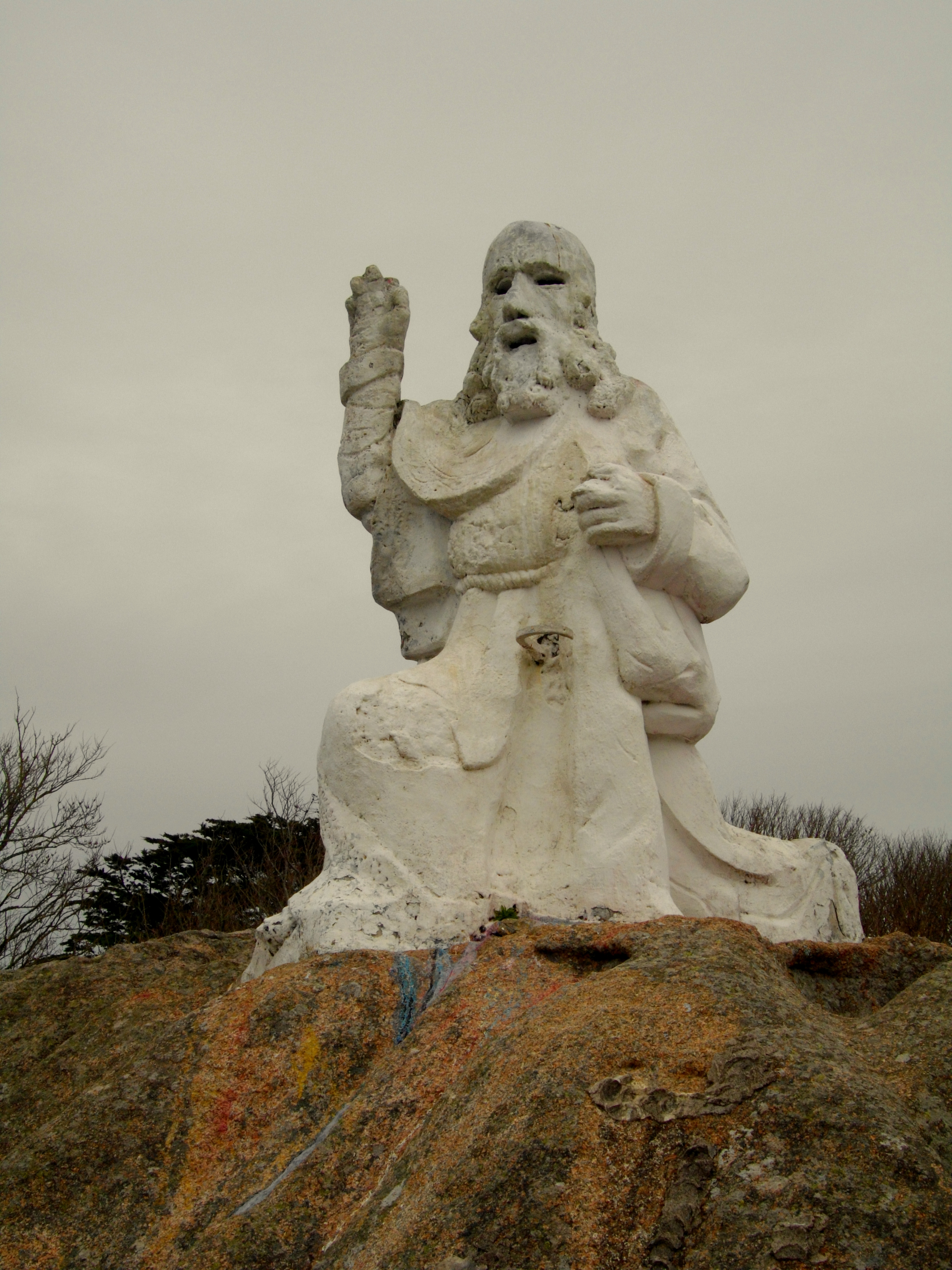
Le Pére Éternel.

En réalité, il s'agit de la statue du Bon-Sauveur, appelée par la suite « statue du Père Éternel ». Cette statue est commandée par l'abbé Jean-Jacques Bouget (48° 49′ 59″ N, 3° 30′ 48″ O).
Érigée en 1869 au sommet d'un amas rocheux dominant la plage de Coz Pors, elle est bénie le 22 juillet 1969. Ce jour-là, le recteur expose la raison de cette édification de ce qu’il appelle la statue du « Bon-Sauveur » : « Aider les marins du pays et les étrangers qui visitent nos grèves à élever leurs pensées vers Dieu. ».
La statue porte d'origine une croix qui - après avoir été maintes fois renouvelée à la suite de nombreux vandalismes - a été retirée définitivement.
Sous les rochers se trouve l'ancienne chapelle de Coz Ilis (vieille église), devenue aujourd’hui l'aquarium marin de Trégastel. L'abbé Bouget transforma en une sorte de sanctuaire deux grandes excavations se trouvant à la base de l'amoncellement granitique. Pour cela, il fit obstruer par une solide maçonnerie les espaces vides, aménagea une fenêtre et deux portes et sépara par un mur les pièces ainsi créées. La plus petite servit de sacristie, et la plus grande était réservée à la messe pour les fidèles.
De cette statue est venue un surnom de la ville : « cité du Père Éternel »

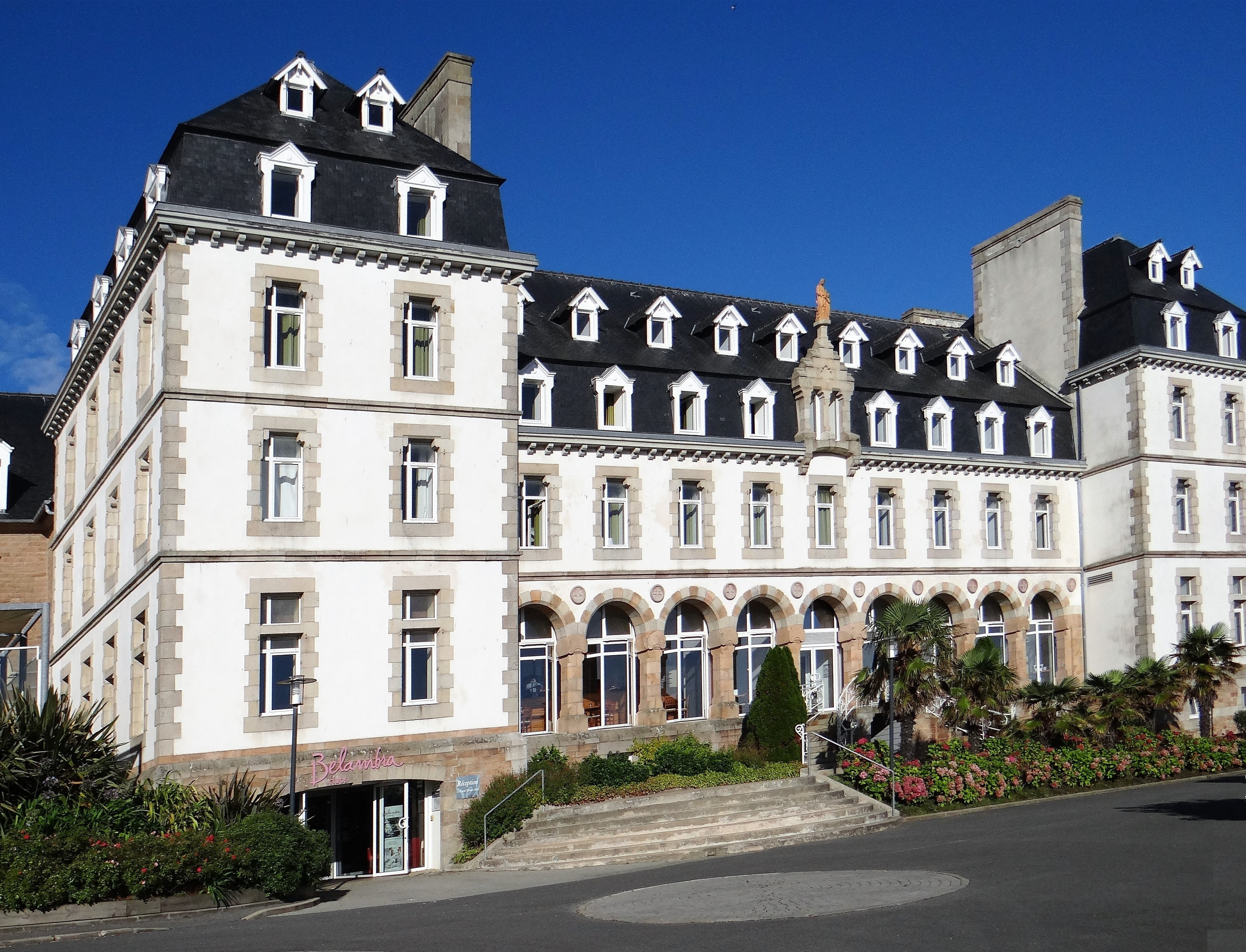
Le Castel Sainte-Anne
En 1883, les Filles des Sacrés-Cœurs-de-Jésus et de Marie-de-Saint-Quay-Portrieux fondent à Trégastel une succursale en tous points semblable au bâtiment qu’elles possèdent déjà à Saint-Quay-Portrieux. Sur les plans de l'architecte Paul-François Courcoux, la construction du castel Sainte-Anne nécessite neuf mois de travaux, d’août 1883 à avril 1884. La chapelle est construite en 1923 par son fils, Auguste Courcoux. Elle est bénie le 15 août 1925.
En 1894, cette communauté ouvre un couvent-hôtel. Finalement, il s'agira du premier hôtel de Trégastel, attirant une clientèle essentiellement costarmoricaine bourgeoise et pratiquante. Un chemin permet aux baigneurs d’accéder rapidement à la plage de Coz Pors où les religieuses louent des cabines de bain.
Aujourd'hui, le Castel est un club de vacances Belambra, entièrement rénové, qui a su conserver l'architecture du Castel et sa chapelle désormais est une salle de réception, mariages, animations diverses (48° 49′ 51″ N, 3° 30′ 54″ O).

#### Patrimoine non religieux

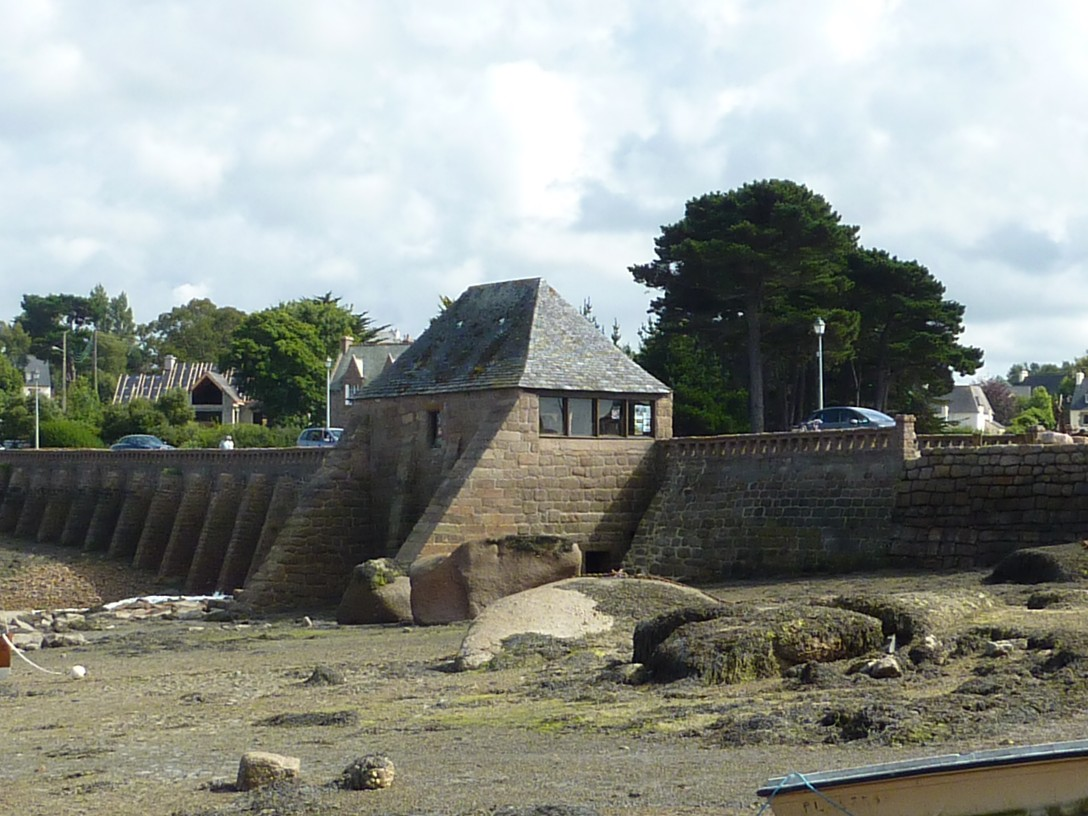
Le moulin à marée.

Le moulin à marée du Grand Traouïero
Le 29 août 1375, le roi Charles V accorda au seigneur Bryan de Lannion, le droit de faire édifier un moulin à marée sur le bras de mer qui vient de Trov-Meur entre le lieu que l'on dit Toul Ar Carhent et Ploumanac'h. Le bâtiment actuel date de 1764 selon sa gravure au-dessus de la porte (48° 49′ 32″ N, 3° 29′ 25″ O).
À la fin XIXe siècle, l'arrivée du chemin de fer et le développement du réseau routier ont mis en péril les « minotiers de la mer ». Petit à petit, les meules se sont arrêtées et, en 1936, la loi limitant la production de farine de chaque moulin a donné le coup de grâce à la profession.
Son dernier meunier est Toussaint Le Brozec qui cessa son activité en 1932.
Les fontaines
Sept fontaines sont encore visibles sur la commune de Trégastel :

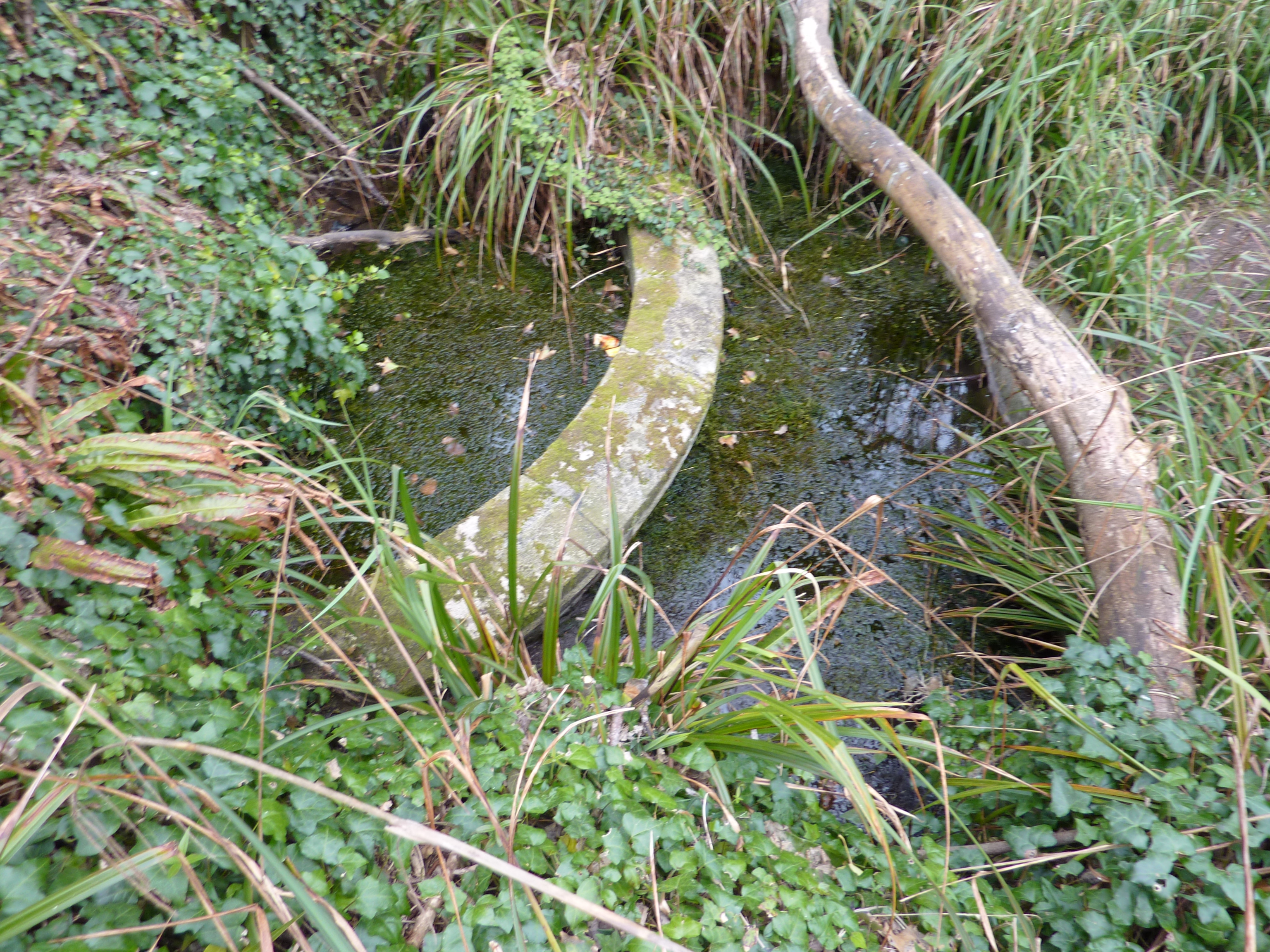
Fontaine de Coz Pors.

- À Coz Pors, la Fouillée ou le Feuillet, bassin semi-circulaire au pied de la falaise. En 1771, F. Bourdais signalait à l'Intendant de Bretagne « cette source très vive ne tarit jamais ». Elle servait d'aiguade pour les pêcheurs de Coz Pors. Cette fontaine a une contenance de 2 700 litres. Elle est située dans un petit bois en bordure du chemin des douaniers vers la grève blanche à 100 mètres de Coz Pors.
- À Sainte-Anne, il reste une fontaine monumentale, désaffectée depuis 1950. Il n'en reste que le mur du fond, fronton triangulaire surmonté d'une croix et percé d'une niche d'où la statue de Sainte-Anne est maintenant absente (fin XIXe siècle).
- À Poul Fich, bassin rectangulaire large, sous une construction en trou de souffleur, fermée par une porte en bois (fin XIXe siècle).
- La fontaine votive de saint Laurent, au bourg : bassin carré sous une voûte en plein cintre (très ancienne, non datée). Saint-Laurent est le patron des professions du feu ; il soulagerait des brûlures.
- La fontaine de Woas Wenn : bassin rectangulaire étroit sous un édifice en pierres, en forme de trou de souffleur, remis en état par la commune.
- La fontaine de Park ar Voas (route de Kerrougant) : bassin carré sous une construction maçonnée, avec linteaux de granite, en forme de trou de souffleur. Elle contient une grande réserve d'eau : 2 025 litres.
- La fontaine votive de saint Golgon : elle est située dans un champ au sud-est de la chapelle. Bassin carré entre trois murets, celui du fond étant porteur d'armoiries indéterminées, avec une couronne en cime et deux palmes en soutien. L'eau de cette fontaine serait souveraine contre les fièvres des animaux et des chevaux.

Le château de Costaérès

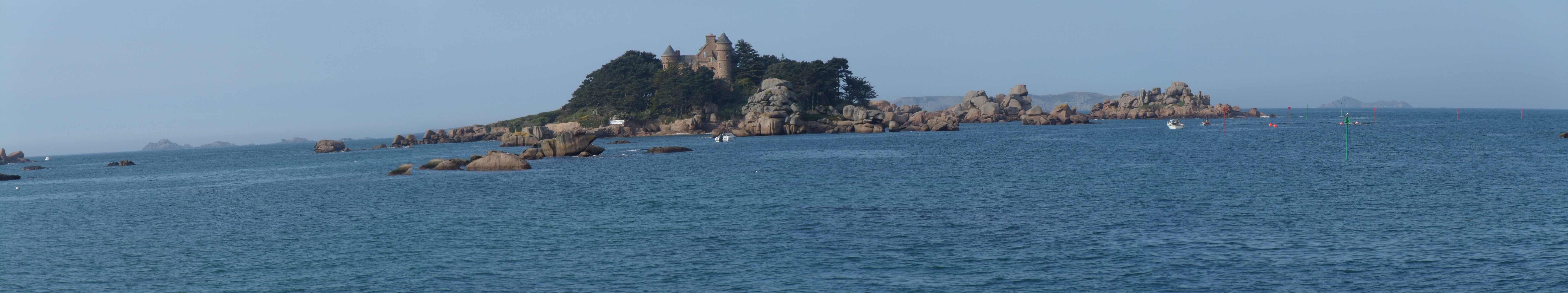
Le château de Costaérès sur l'île du même nom.

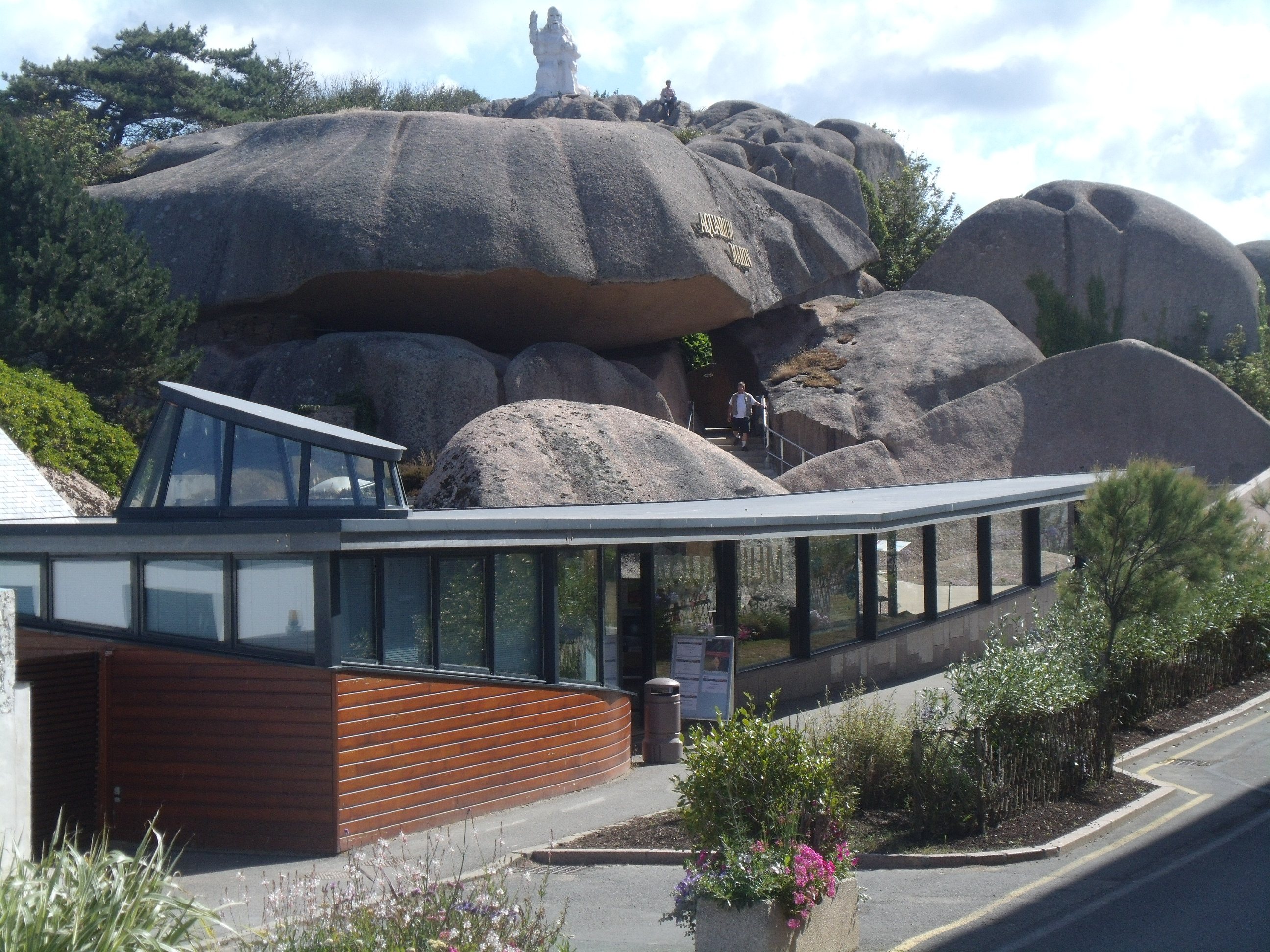
L'aquarium en 2013 à la suite de la réhabilitation de 2006.

L'aquarium marin de Trégastel
Dans un site unique, l'aquarium marin de Trégastel se niche sous un ensemble de blocs de granite rose. Ce site fut tour à tour chapelle de Coz Ilis jusqu'à environ 1877, habitation troglodyte pour successivement trois familles de marins-pêcheurs dont la famille Adam, dépôt de munitions pendant la guerre, musée préhistorique avant de devenir depuis 1967 l'actuel aquarium dédié aux espèces côtières de la Manche.
Le toit de la première salle est d'une seule portée de 22 × 15 mètres. Il pèse près de 5 500 tonnes.
Il a été entièrement réhabilité en 2006. Son inauguration a été faite le 3 juin en présence de ses trois parrains : Yann Arthus-Bertrand, photographe ; Michel Hignette, président de l'Union des conservateurs d'aquariums de France, Directeur du Musée des Arts Africains et Océaniens et de l'aquarium du palais de la Porte Dorée à Paris ; et Patrick Poivre d'Arvor, journaliste et écrivain.
En 2017, il a fêté ses 50 ans et propose 40 activités.

#### Autres lieux et monuments
- Le Forum de Trégastel[78] est un espace de loisirs aquatiques, avec piscine d'eau de mer chauffée à 30 °C. Il accueille en moyenne 150 000 personnes chaque année[79]. En 2011, 140 000 personnes l'ont fréquenté, dont 5 500 abonnés, pour un chiffre d'affaires de 1 300 000 €[80]. Le forum a été fermé à la suite des très nombreux dégâts liés à la tempête du 10 mars 2008[81]. Il a rouvert le 5 juillet 2010[82] avec une nouvelle salle de sports et un espace détente fortement développé.
- Le sentier des douaniers, permet une promenade pédestre le long des chaos rocheux de la Côte de granit rose (GR 34)
- La vallée des Traouïero, limitrophe avec Ploumanac'h. D'après la légende, la vallée aurait abrité un petit dragon, nommé Scorfel. Scorfel aurait aimé se loger sur ou sous le « Rocher des cendres » : Karreg ar Ludu. Ce dragon aurait commis pour seul crime régulier de se faufiler dans les hautes herbes des champs alentour pour téter à même le pis le lait des vaches[83].

La presqu'île Renote
Au nord-est de Trégastel se trouve l'île Renote, devenue presqu'île. Cette presqu'île offre une vue sur les Sept-Îles, sur le phare de Ploumanac'h ainsi que sur l'île du château de Costaérès. Un chemin d'une longueur de 2 km environ destiné aux randonneurs fait le tour des nombreuses plages et criques.
Les rochers célèbres

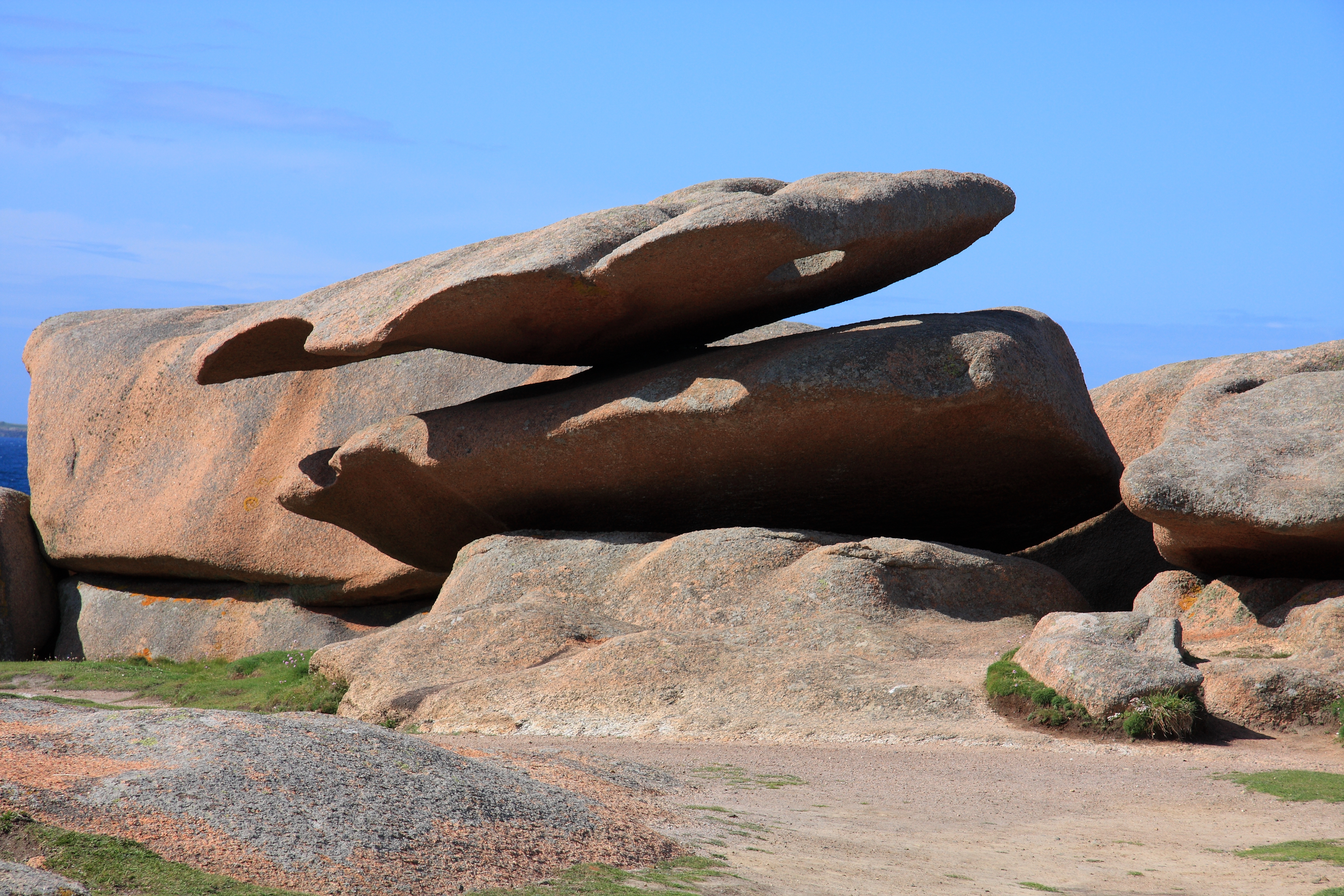
La palette du peintre sur l'île Renote.
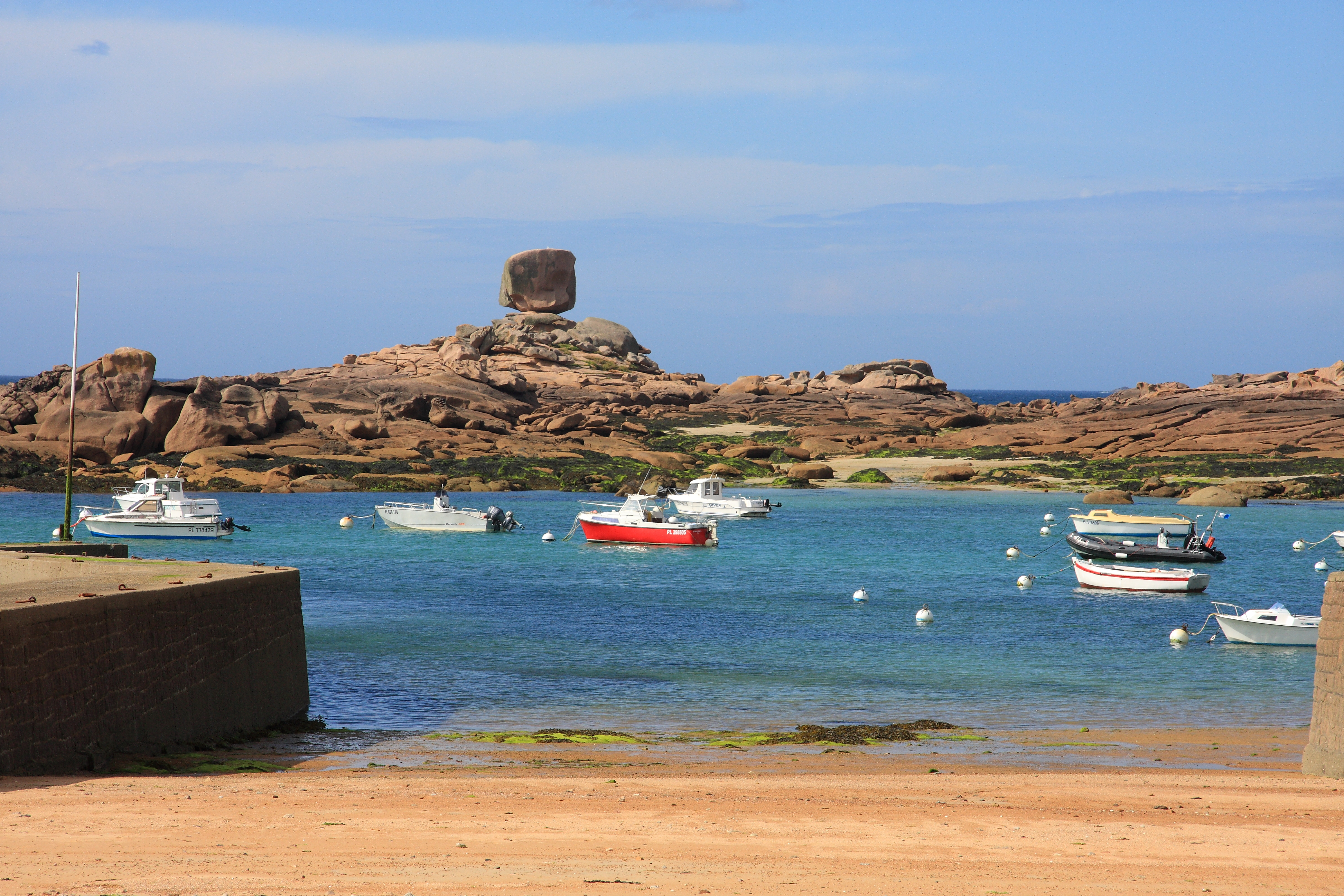
Le dé.
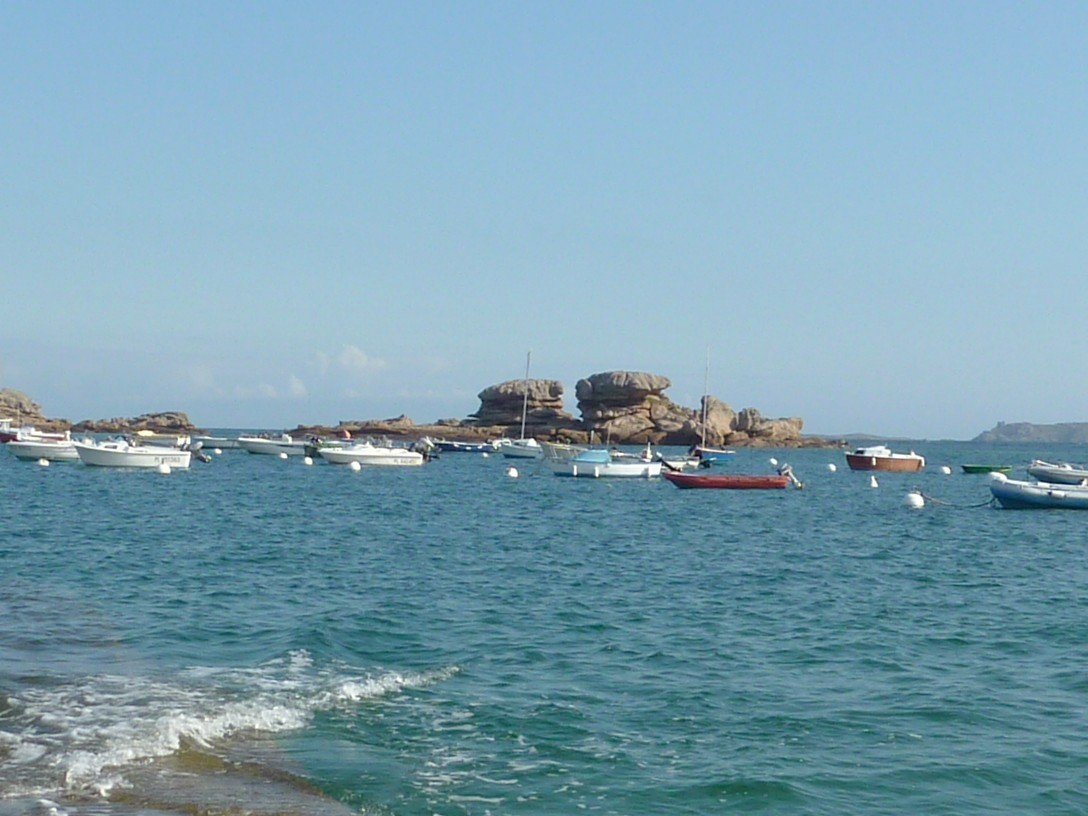
Les tortues.
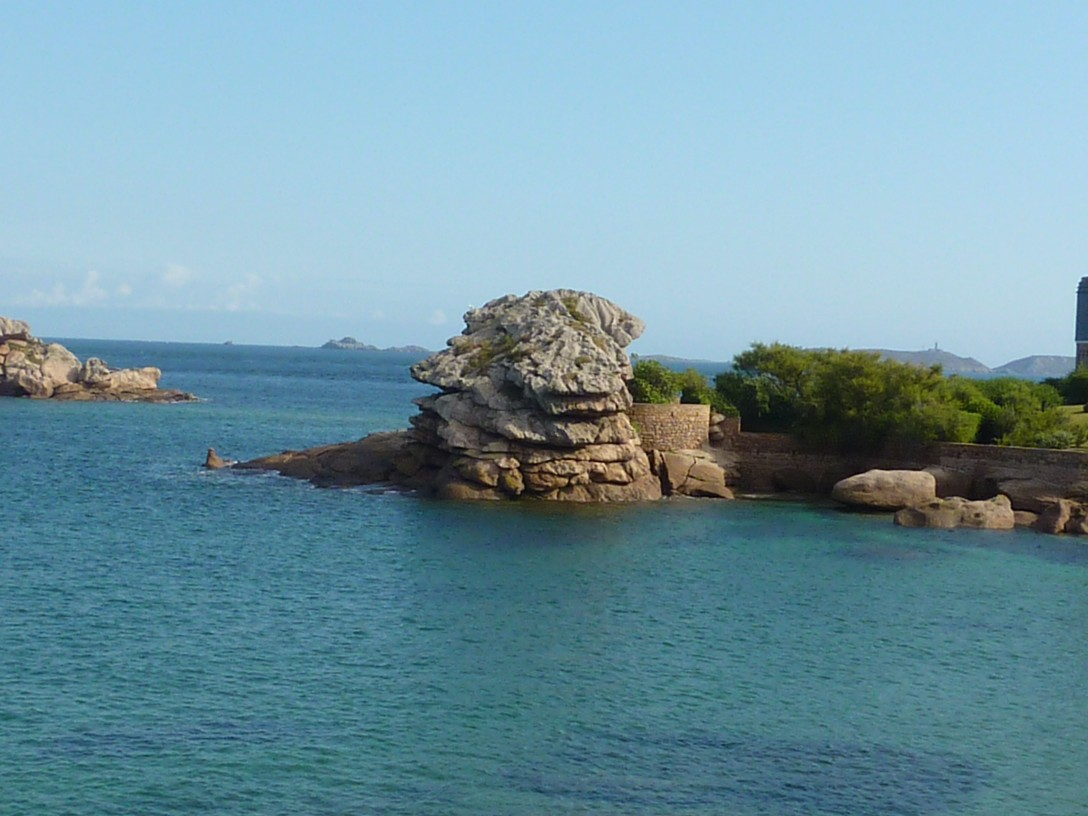
Le tas de crêpes.
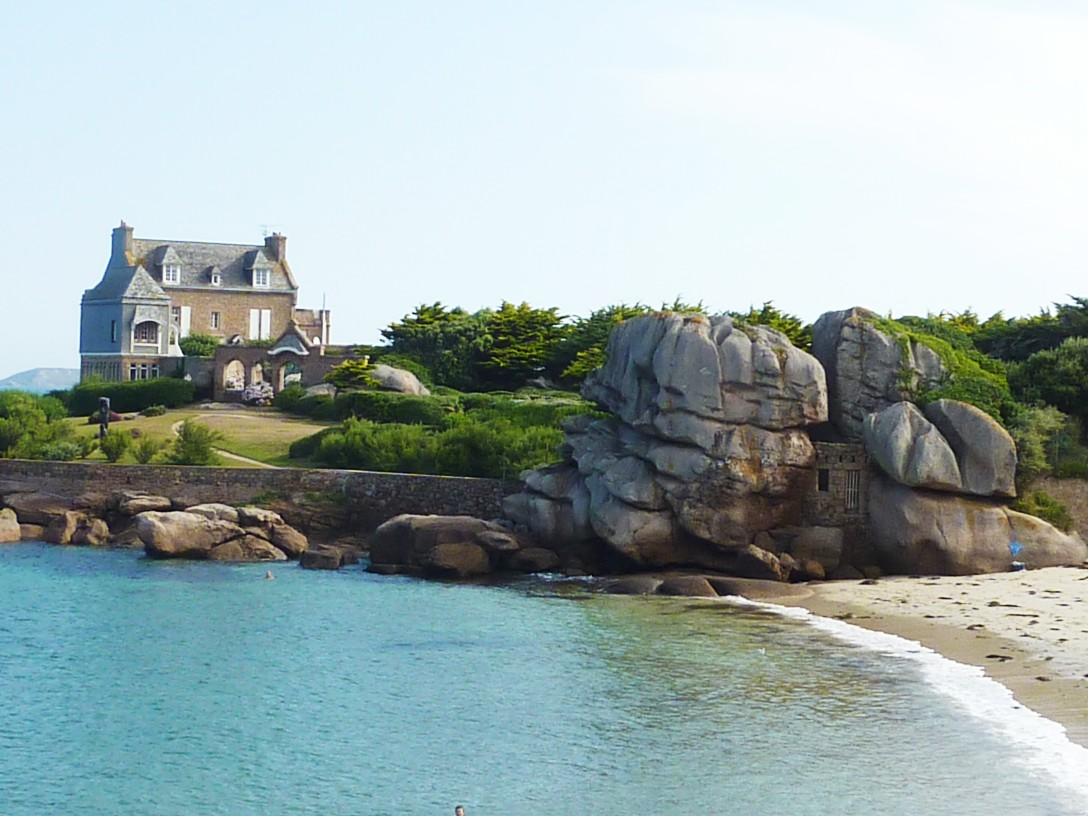
La tête de mort.
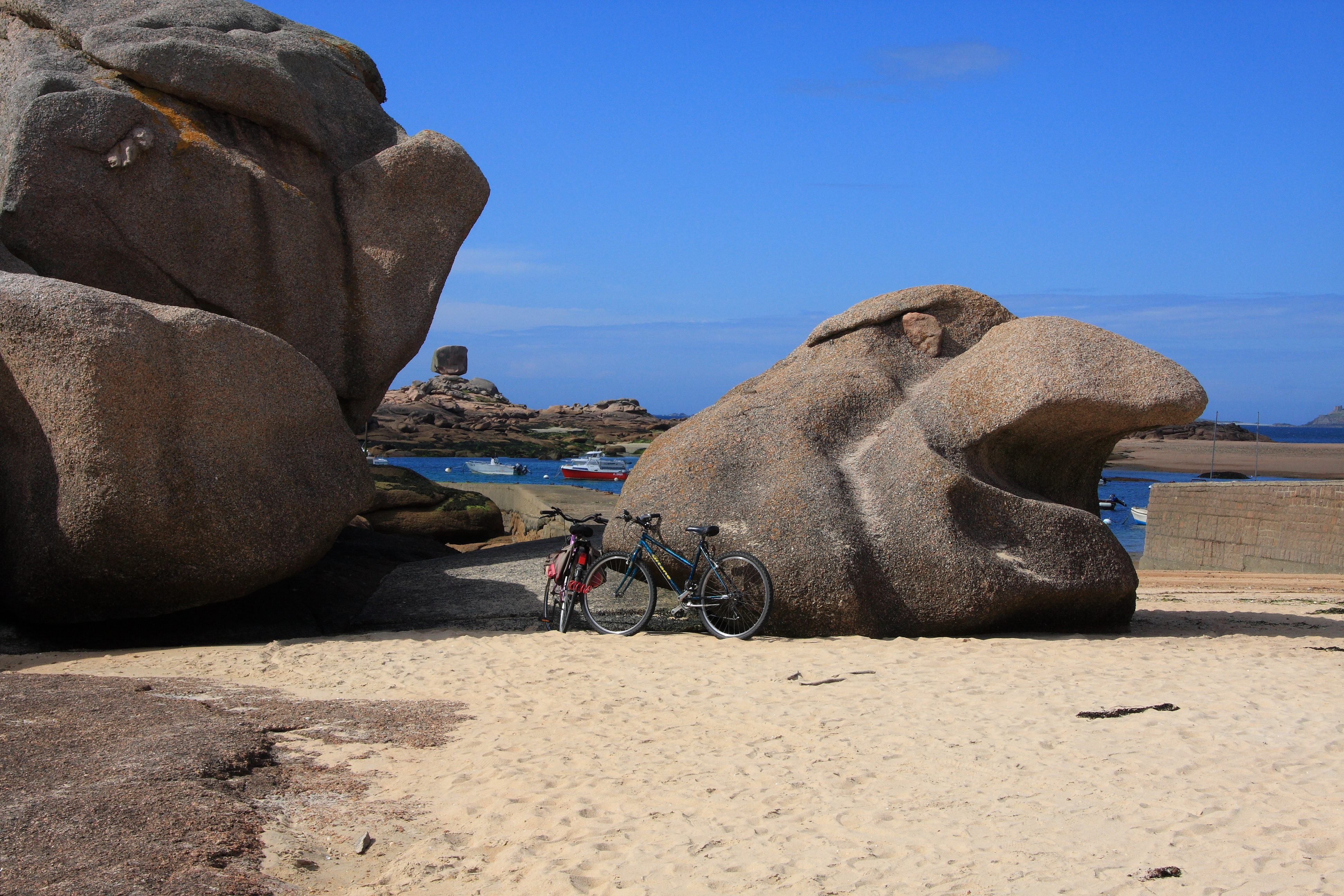
La sorcière.
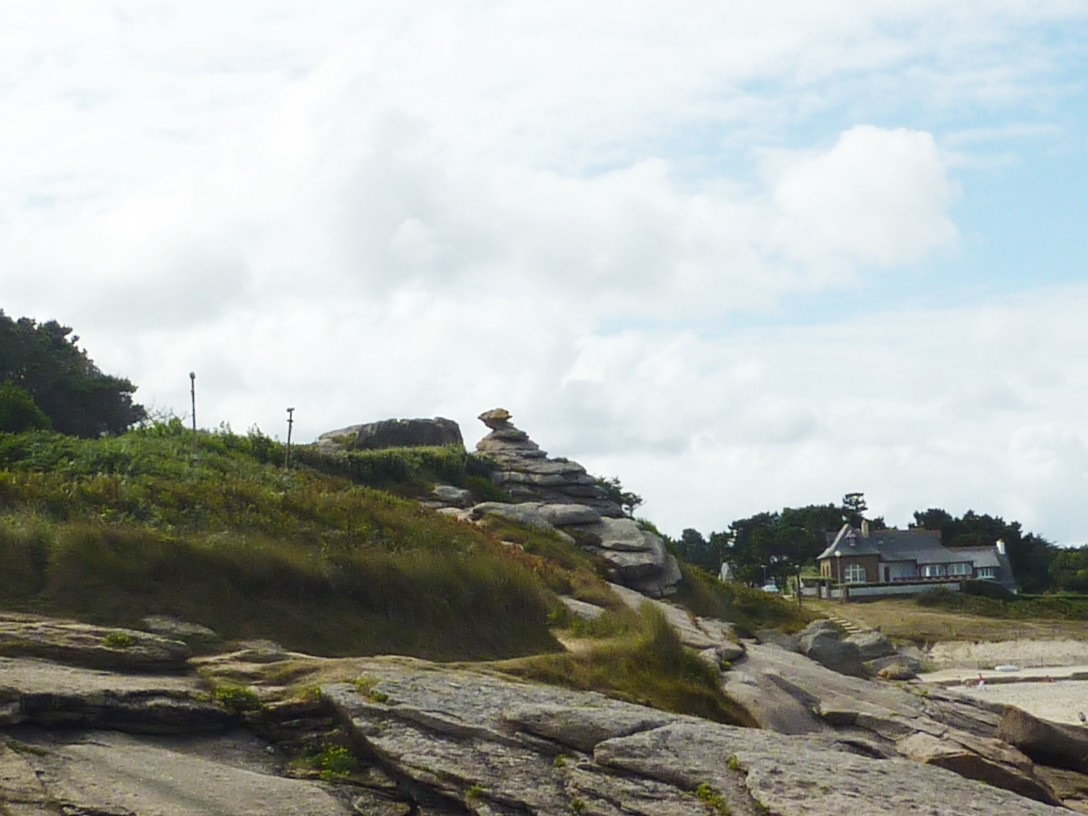
Le tire-bouchon.
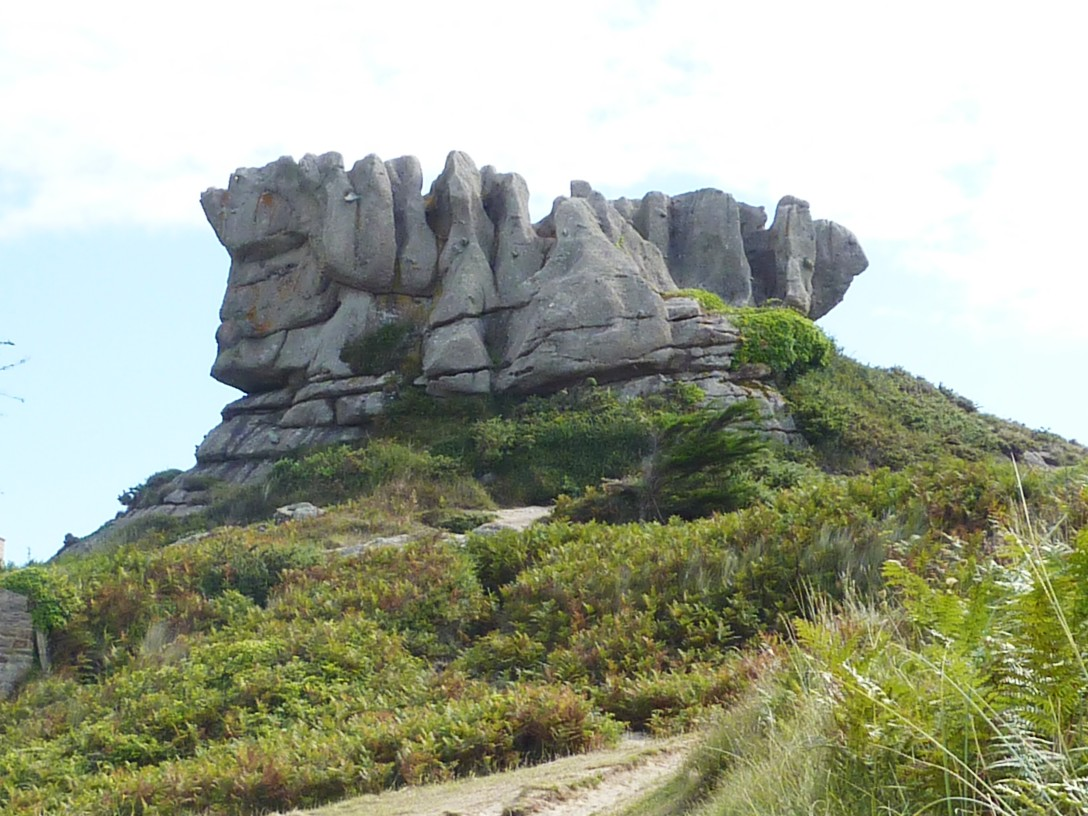
Le Roi Gradlon.

Phénomène naturel particulier

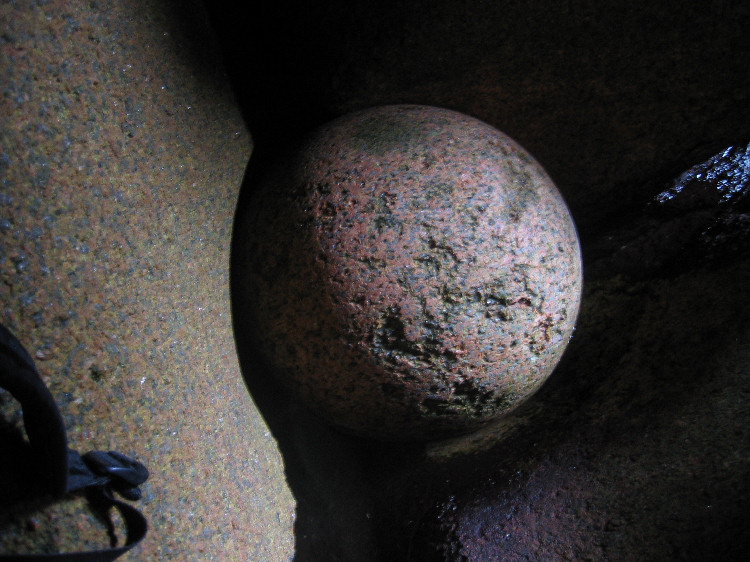
La boule, phénomène géologique intéressant.

La boule se trouve dans un amas de rochers sur la Côte de granit rose, à l'extrémité est de l'île Renote face aux Sept-Îles. L'accès est peu aisé et se fait uniquement à marée basse. Ce phénomène géologique s'explique sans doute par l'érosion. Non loin de cet endroit, se trouve un rocher de plusieurs tonnes que l'on peut faire bouger à la force des bras.

### Langue bretonne

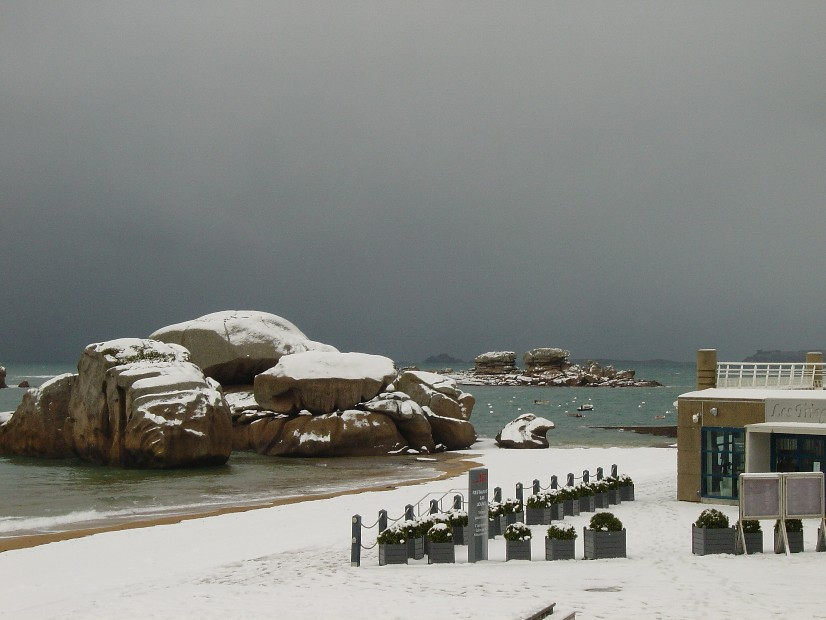
Coz Pors sous la neige en décembre 2010.

En breton, le nom de la commune s'écrit Tregastell. Les habitants se nomment en breton Tregastellad (Tregastelliz), Tregastelladez (-ed).
L'adhésion à la charte Ya d'ar brezhoneg a été votée par le Conseil municipal le 31 mars 2006. La commune a reçu le label de niveau 2 de la charte le 19 mai 2006.
À la rentrée 2017, 44 élèves étaient scolarisés dans la filière bilingue publique (soit 22,4 % des enfants de la commune inscrits dans le primaire).

### Personnalités liées à la commune
- Famille de Lannion ;
- Charles Le Goffic, membre de l'Académie française en 1930, s'installe à Trégastel à partir de 1887. Sa tombe se situe dans l'enclos de l'église Sainte-Anne
- Bruno Abakanowicz fait construire le château de Costaérès en 1895
- Léon Durocher se rendait l'été dans maison baptisée Ker Ninoc'h. Un médaillon de bronze, œuvre de Louis-Henri Nicot, a été fixé sur l'un des rochers du rivage à Sainte-Anne
- Albert Clouard, mort à Trégastel en 1952
- Raymond Carré (1929-2016), médecin général inspecteur (2S), professeur agrégé du Val-de-Grâce, officier de la Légion d'honneur. En 1977, l'agence spatiale européenne lui demande d'organiser la première sélection de spationautes français en collaboration avec la NASA et réalise ainsi la première communication spatiale en breton depuis la terre avec Jean-Loup Chrétien.
- Patrick Poivre d'Arvor, journaliste et écrivain, y possède une maison de vacances[85]
- Ambroise Roux, industriel, y est inhumé
- Maurice Salembier, architecte, y est inhumé
- Henryk Sienkiewicz écrivit son roman Quo vadis ? lors de son séjour en 1898-1899
- Guillaume de Tonquédec, comédien, attaches familiales à Trégastel
- Marthe Vassallo, chanteuse traditionnelle, a passé son enfance dans le quartier du bourg[86]

### Héraldique, devise et logotype

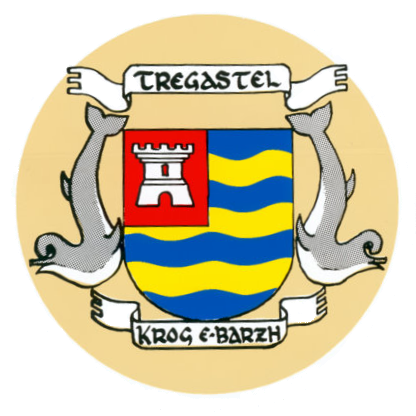
Blason.

| Blason | Blasonnement : D’azur à trois fasces ondées d’or à un franc quartier de gueules chargé d’une tour d’argent. Commentaires : L’azur représente la mer - les bandes d’or ondulées, les plages - la tour d’argent rappelle l’étymologie (la trêve du château). |

- Deux dauphins supportent l’écu (le dauphin symbolise la communion pacifique entre l’homme et la mer).
- Le projet d'armoiries de Trégastel a été proposé par E. Mazé et a été approuvé le 6 février 1987 par le service des archives des Côtes-du-Nord.

La commune a pour devise Krog e-barzh (Croche dedans !).